# Liste der Eisstadien in Deutschland

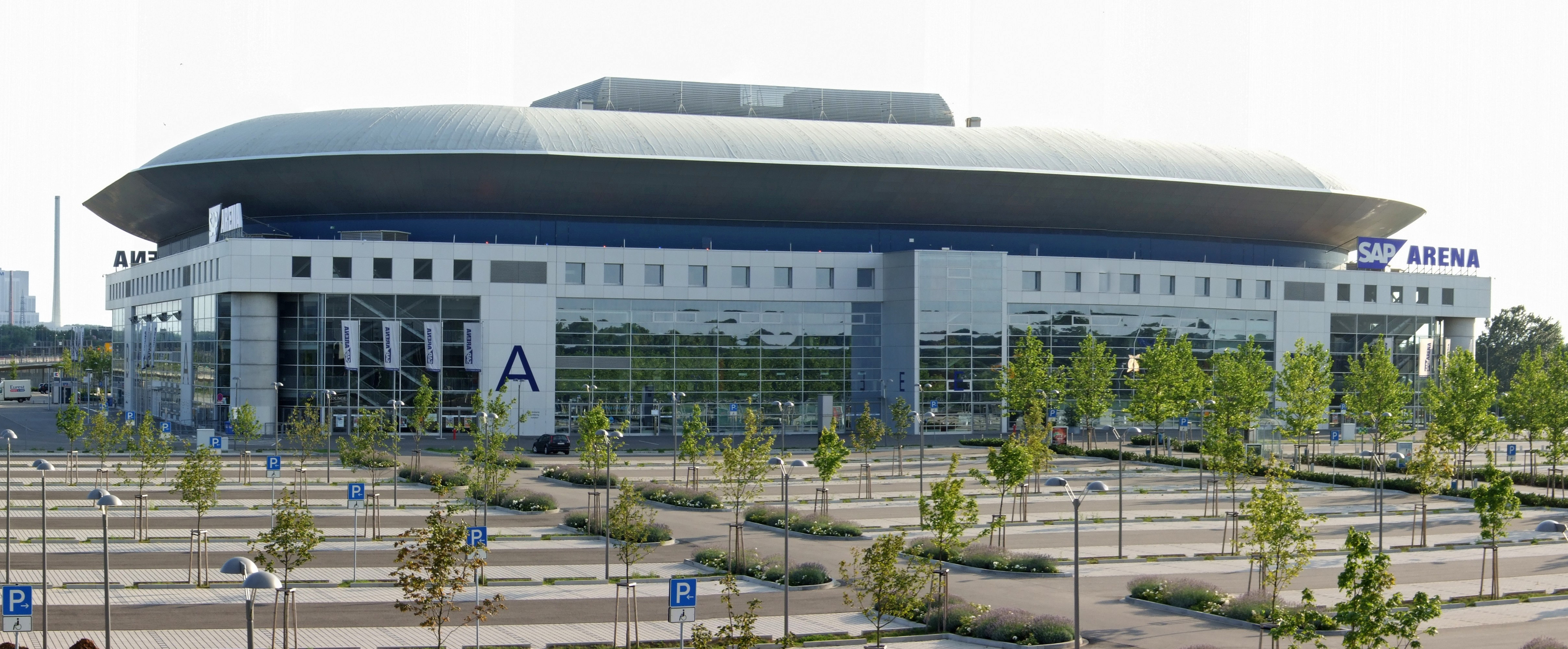
SAP-Arena, Mannheim

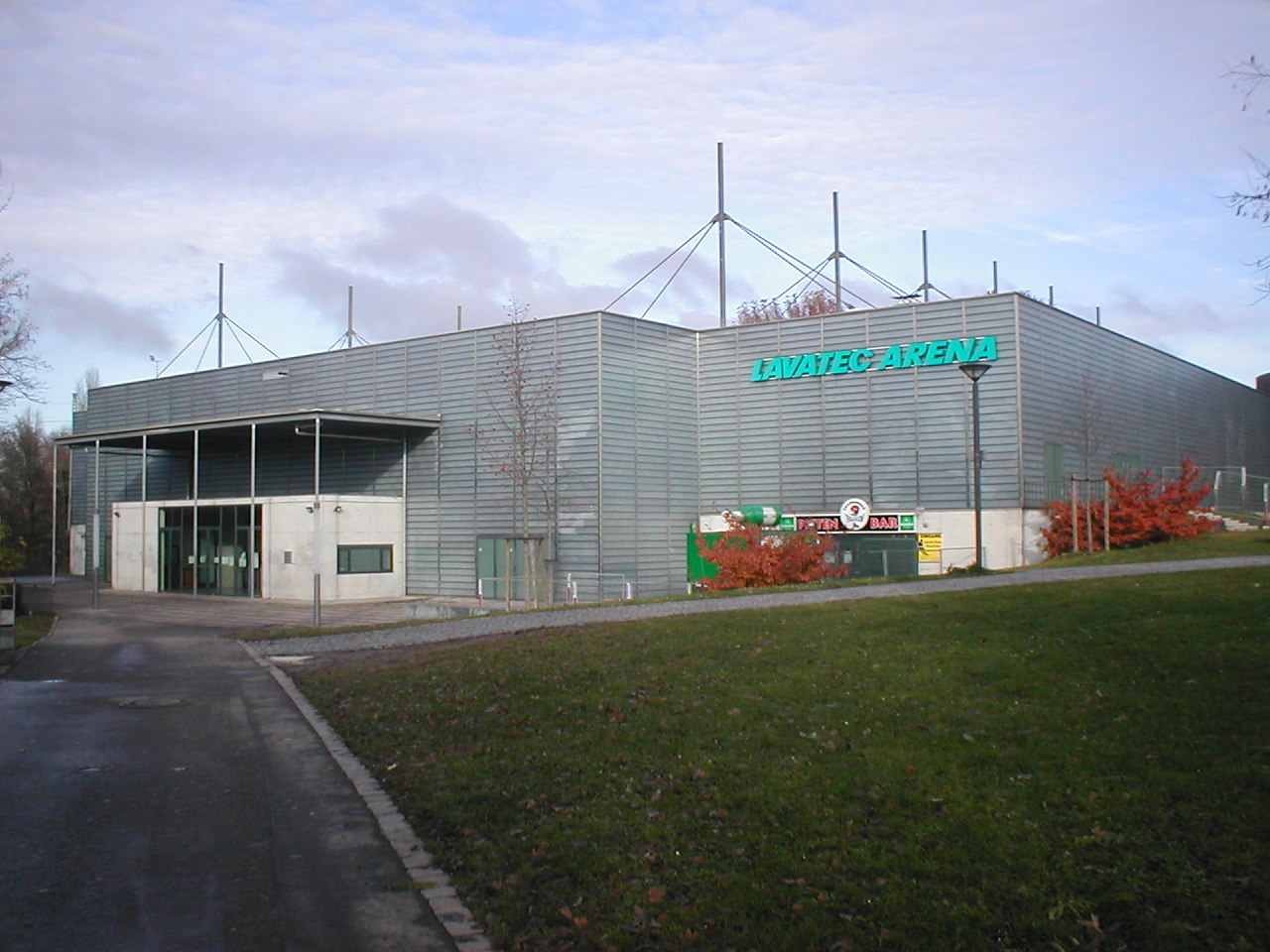
Kolbenschmidt Arena, Heilbronn

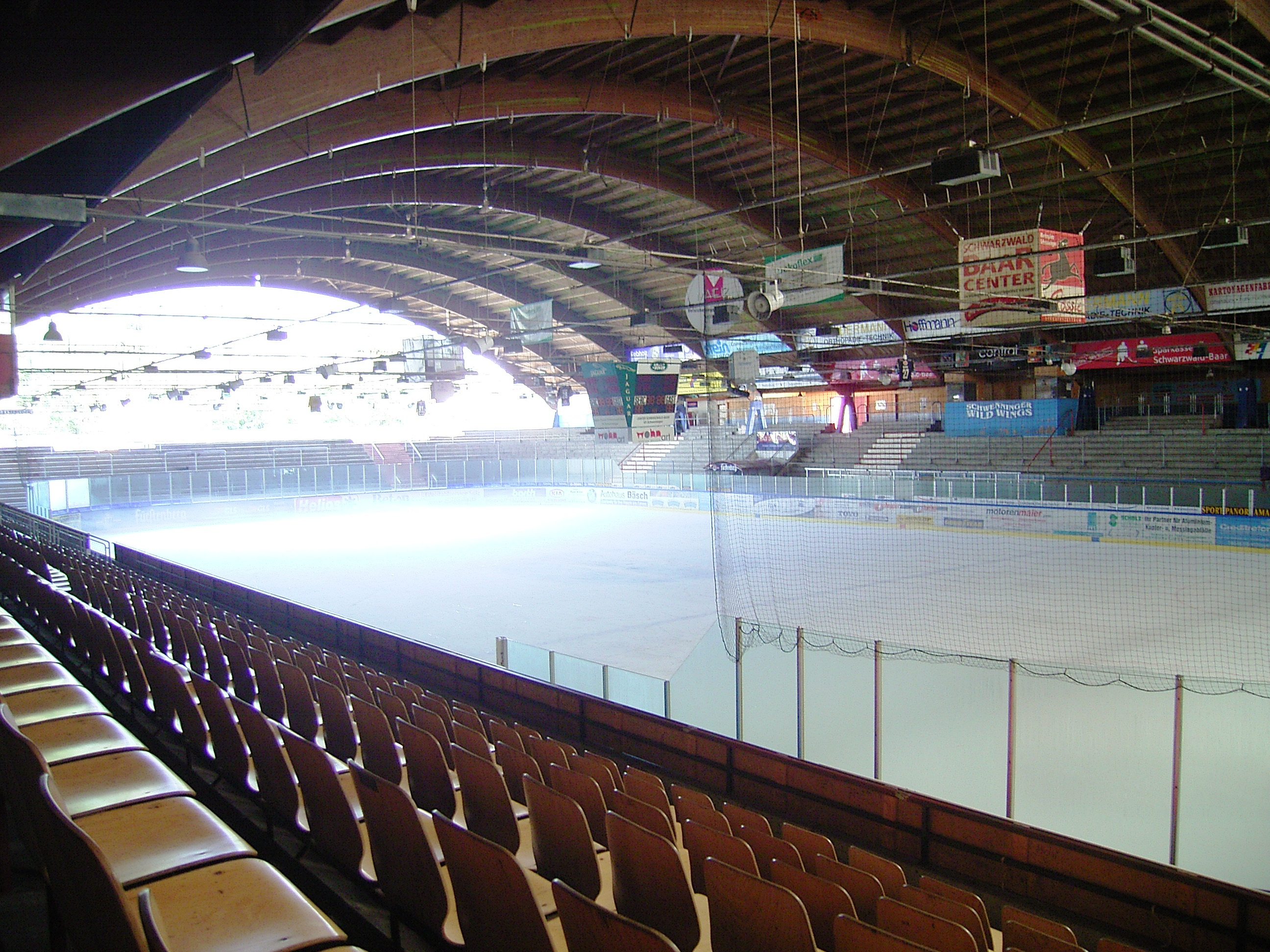
Eisstadion am Bauchenberg (heute nach Umbau: Helios Arena), Villingen-Schwenningen

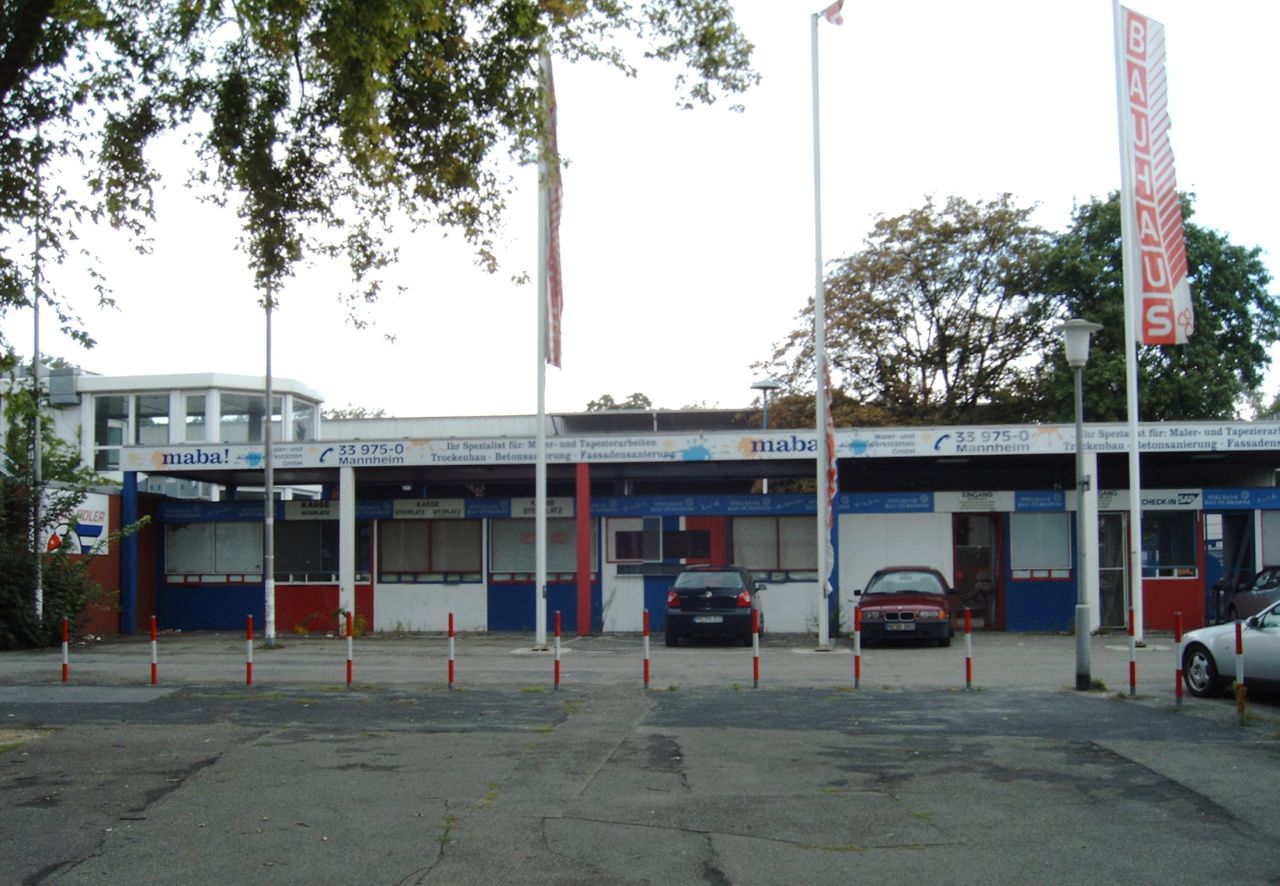
Eisstadion am Friedrichspark (ehem. Spielstätte der Adler Mannheim), Mannheim

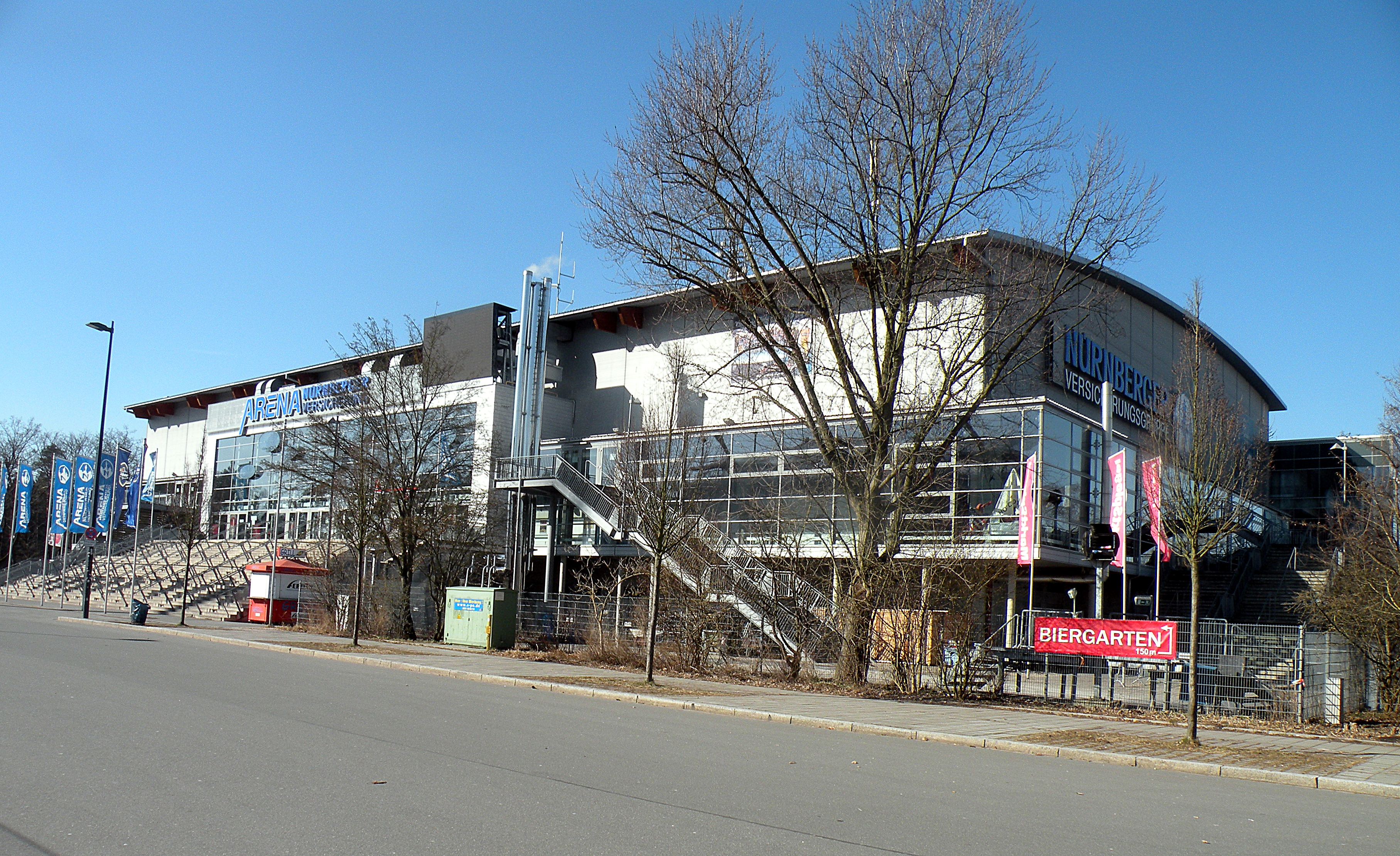
PSD Bank Nürnberg ARENA

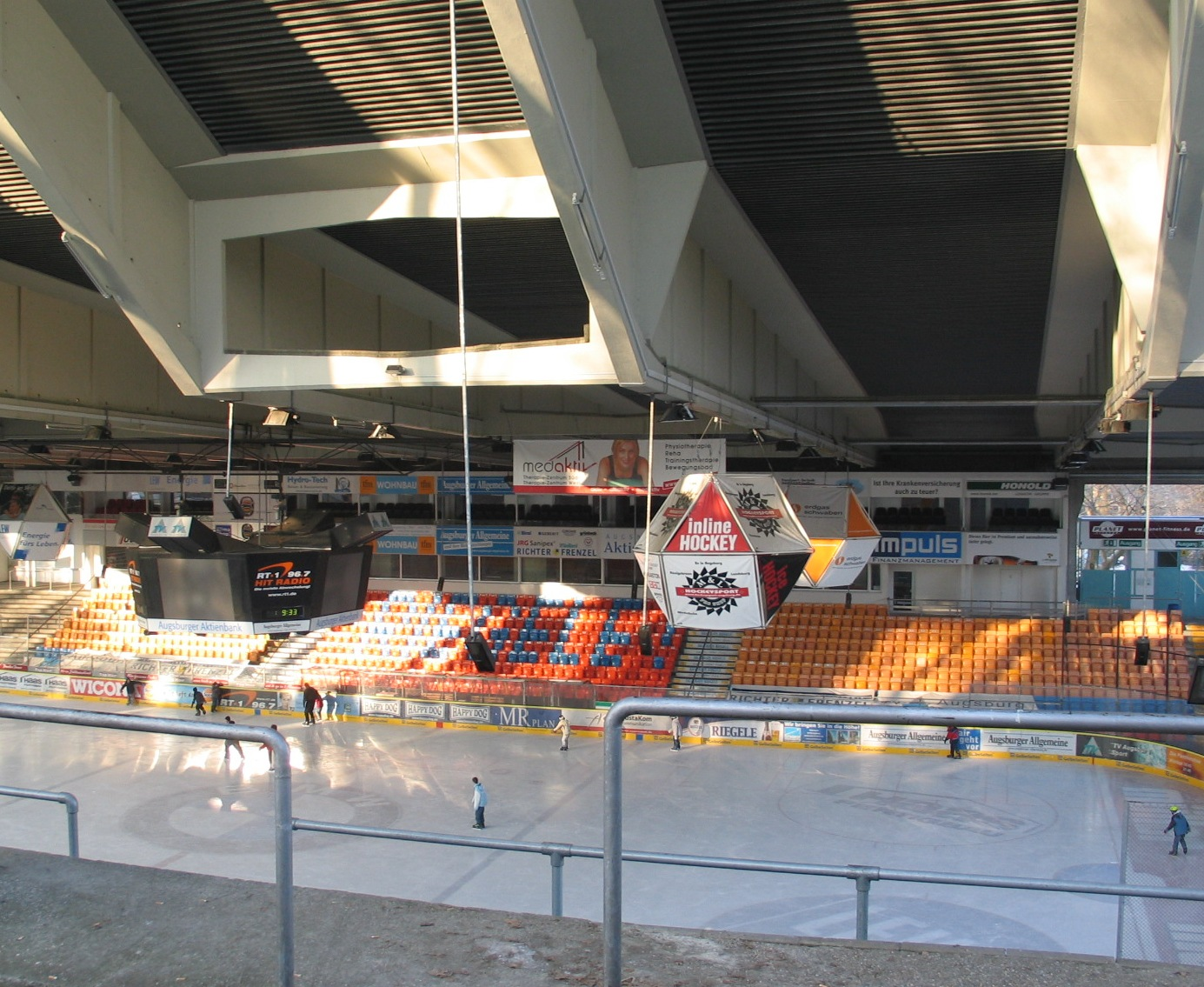
Curt-Frenzel-Stadion, Augsburg

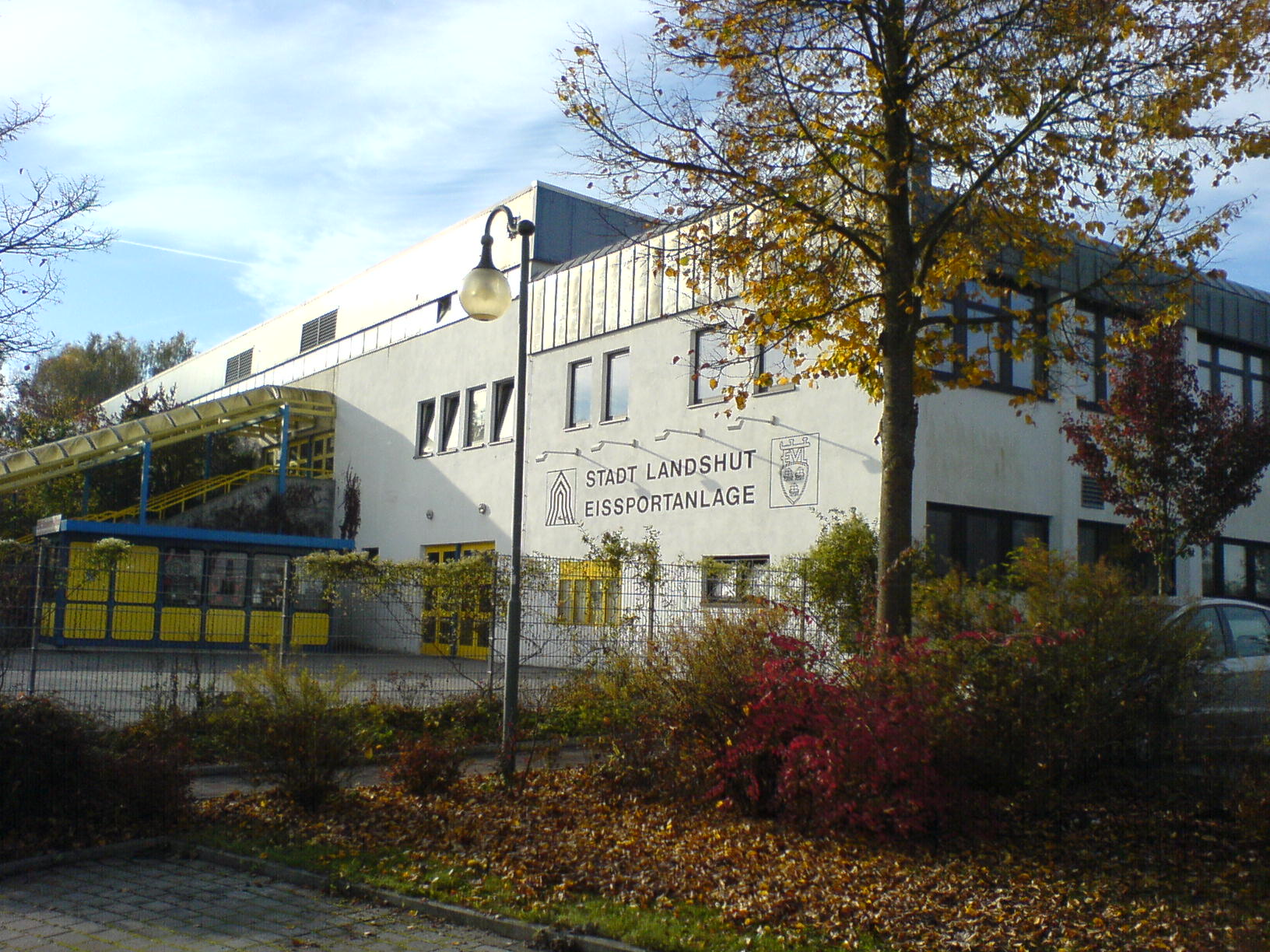
Eisstadion am Gutenbergweg, Landshut

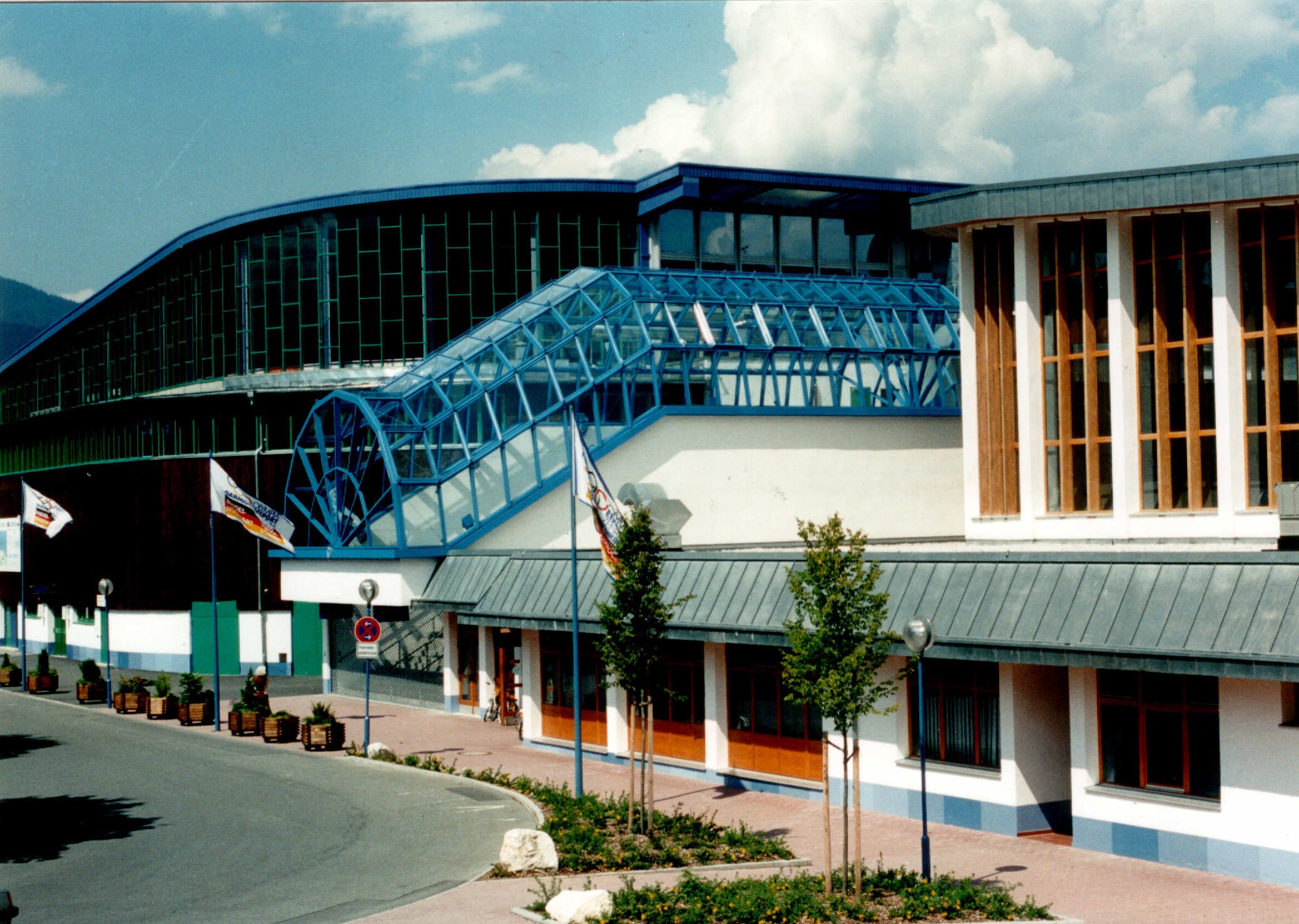
Eisstadion Garmisch-Partenkirchen

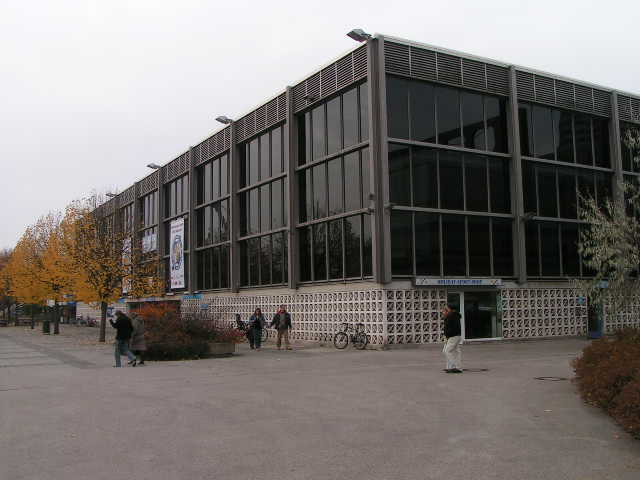
Olympia-Eisstadion, München

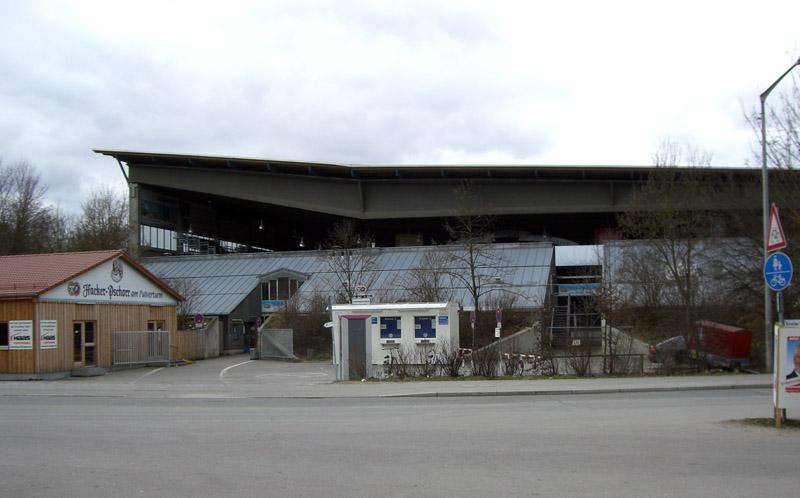
Eisstadion am Pulverturm, Straubing

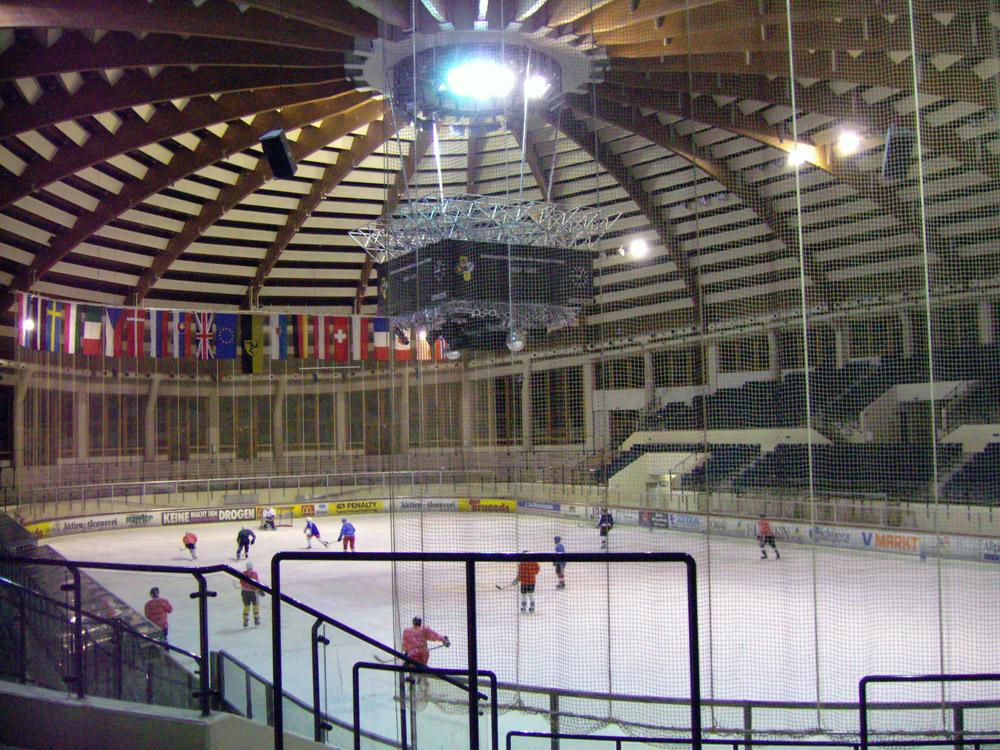
BLZ Füssen

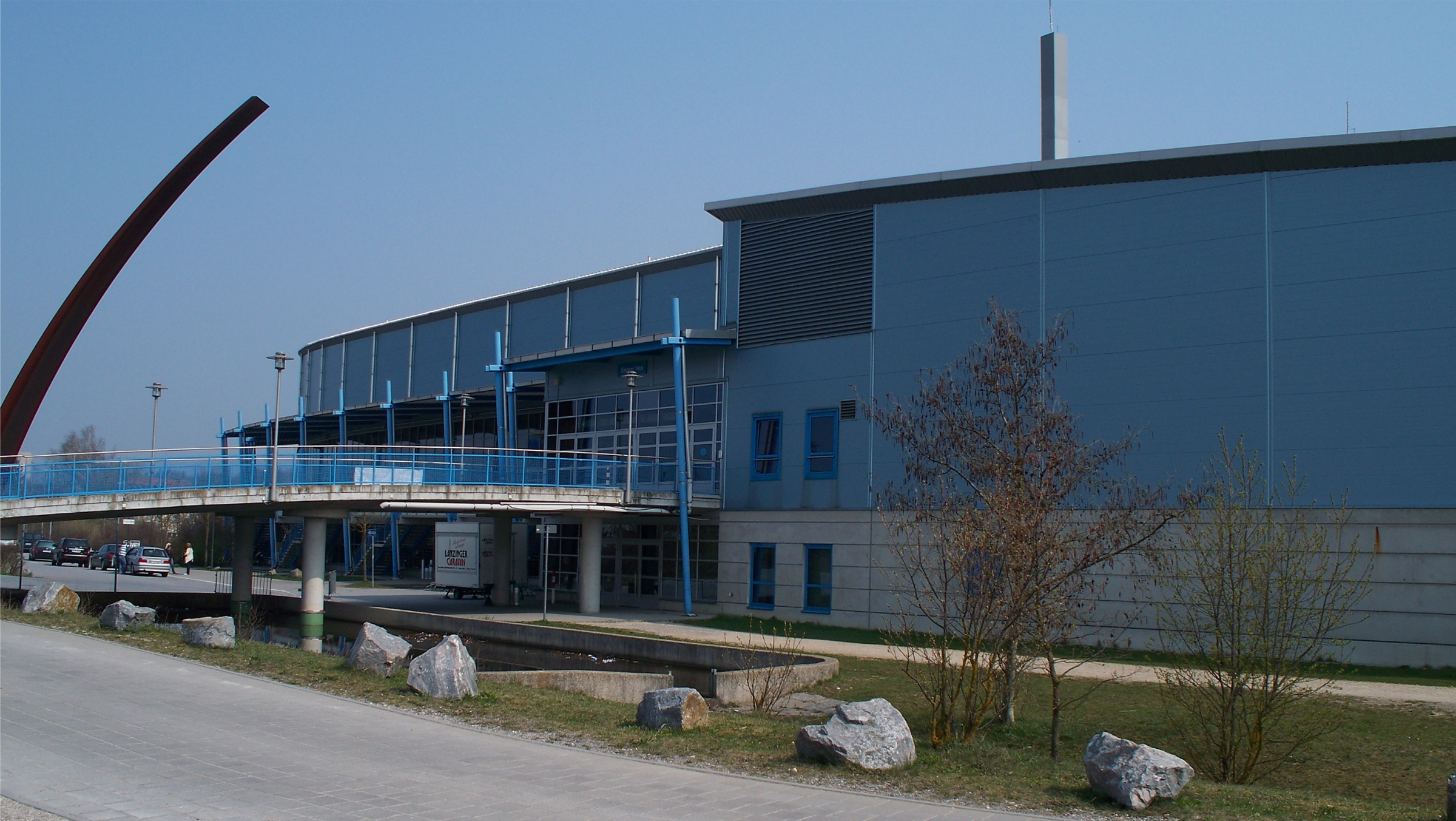
Donau Arena, Regensburg

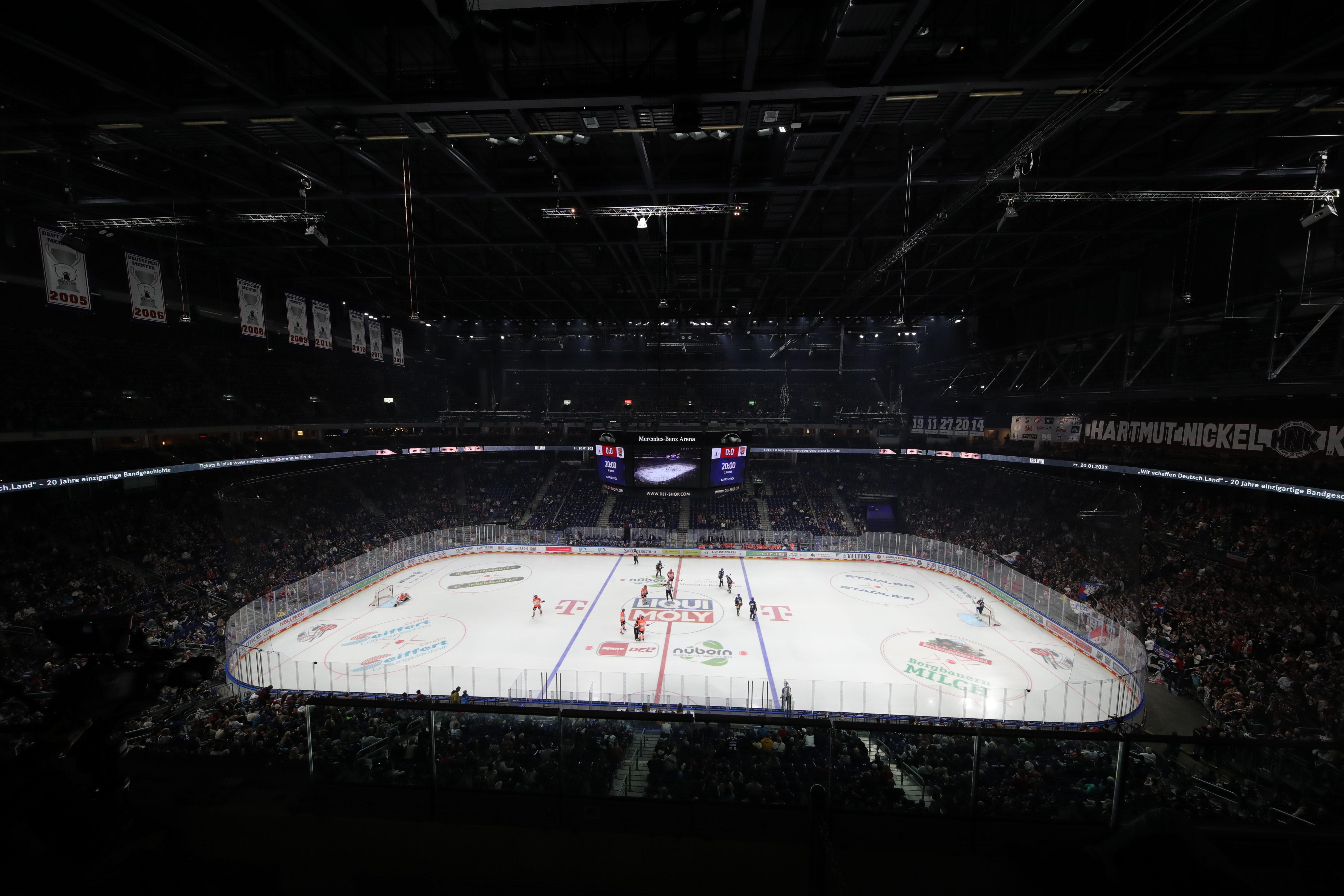
Uber-Arena, Berlin

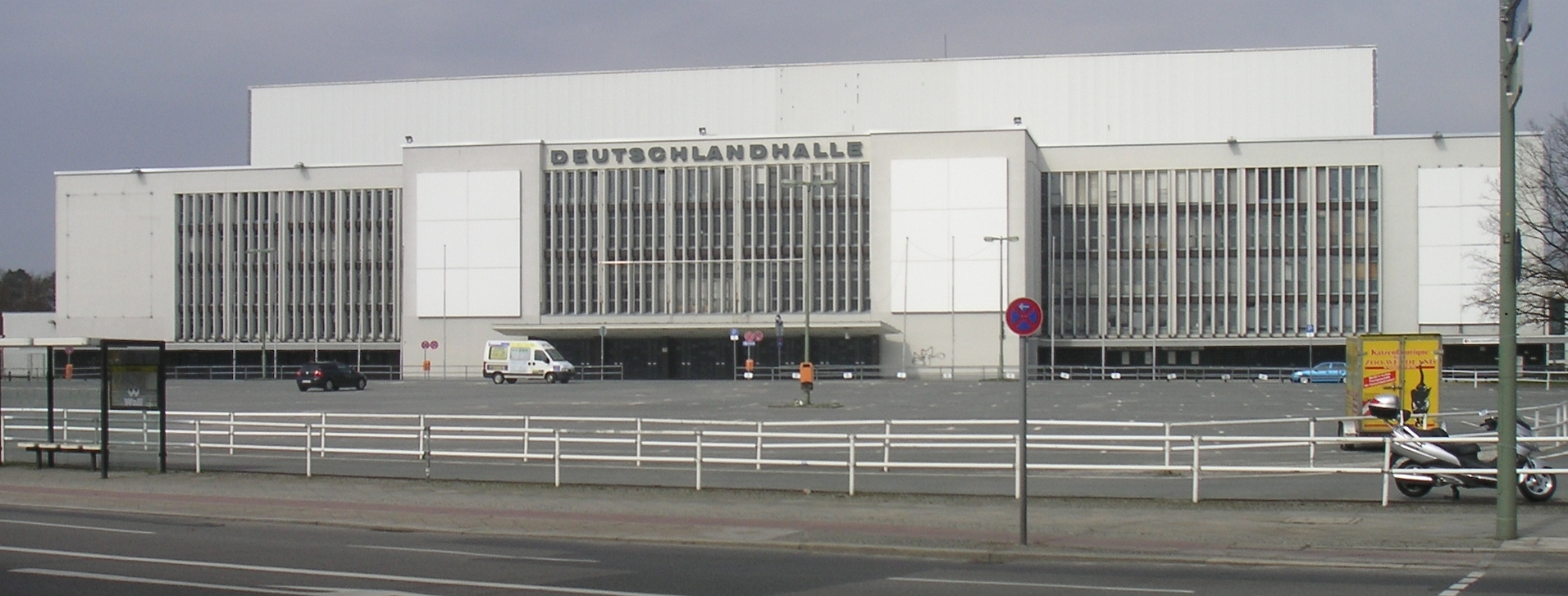
Deutschlandhalle, Berlin

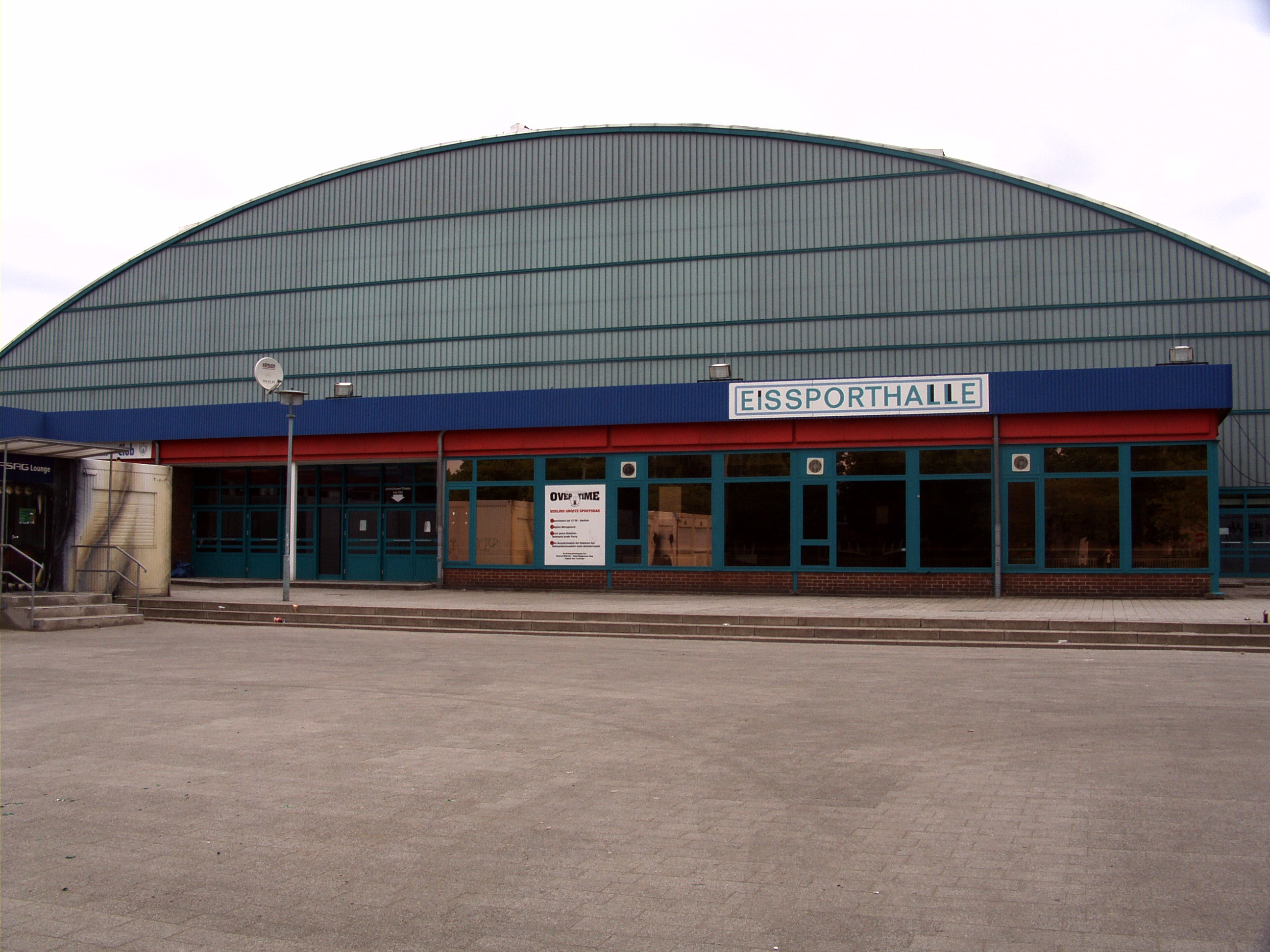
Wellblechpalast, Berlin

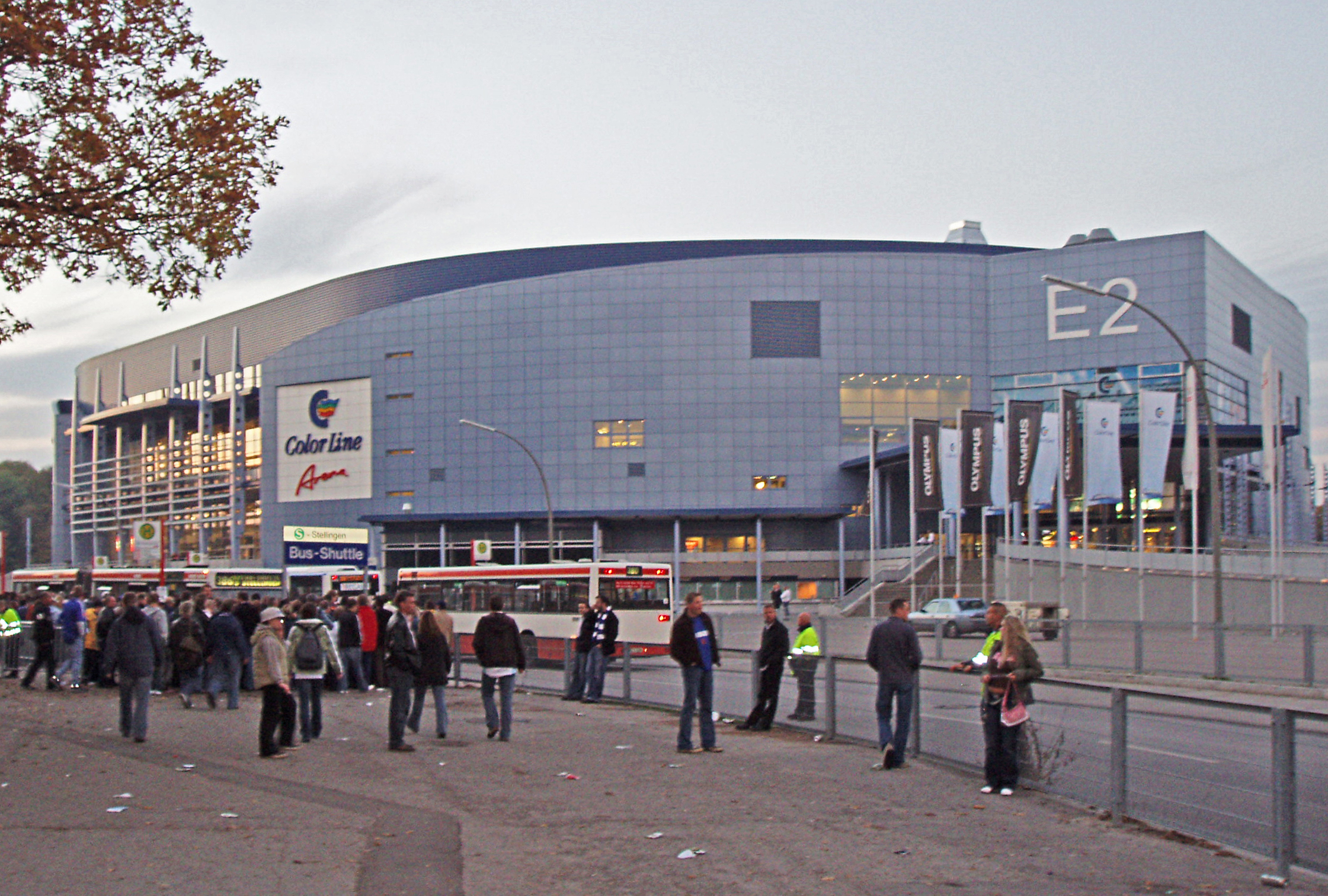
O_{2} World, Hamburg (heute Barclays Arena)

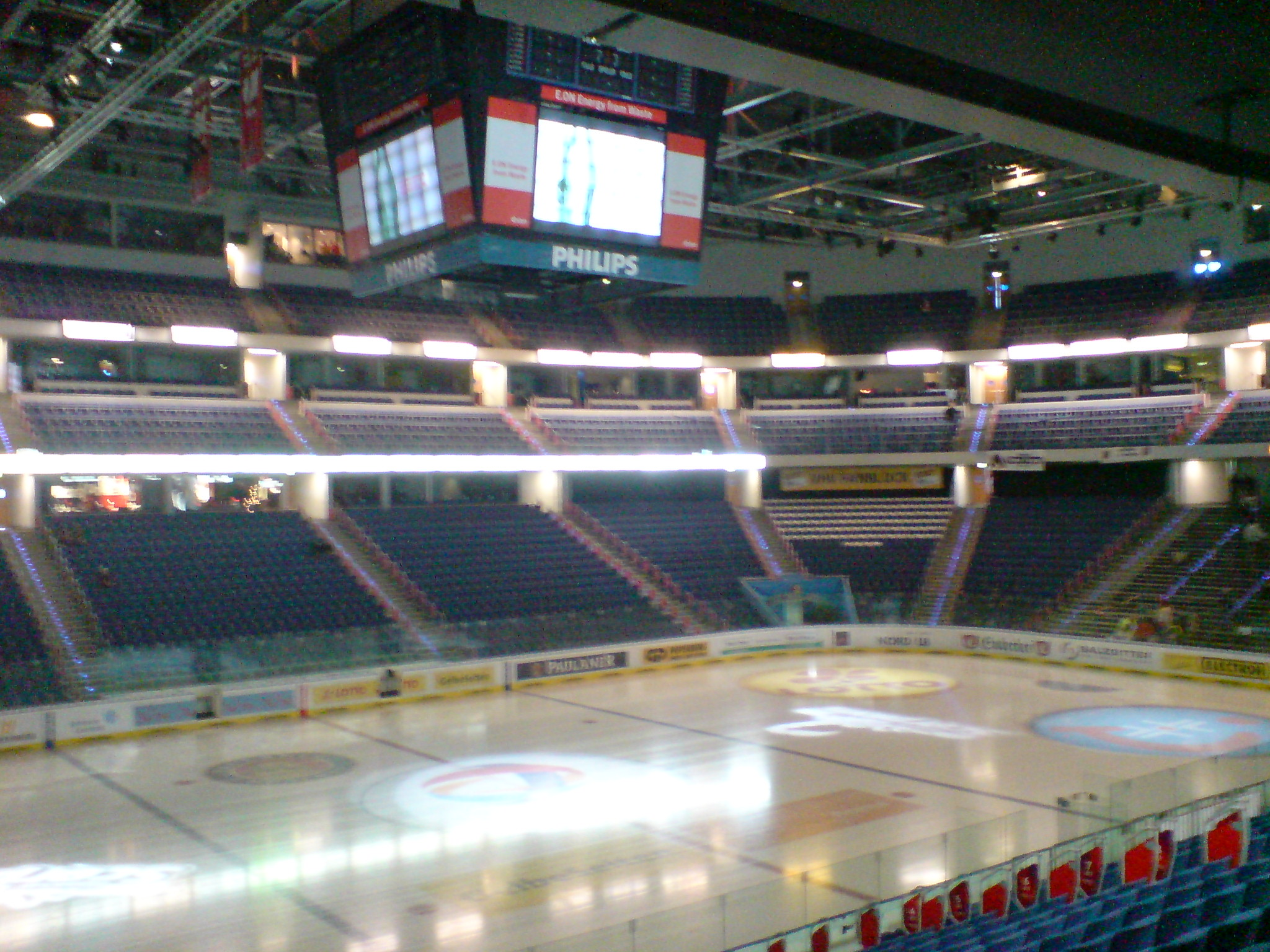
TUI-Arena, Hannover

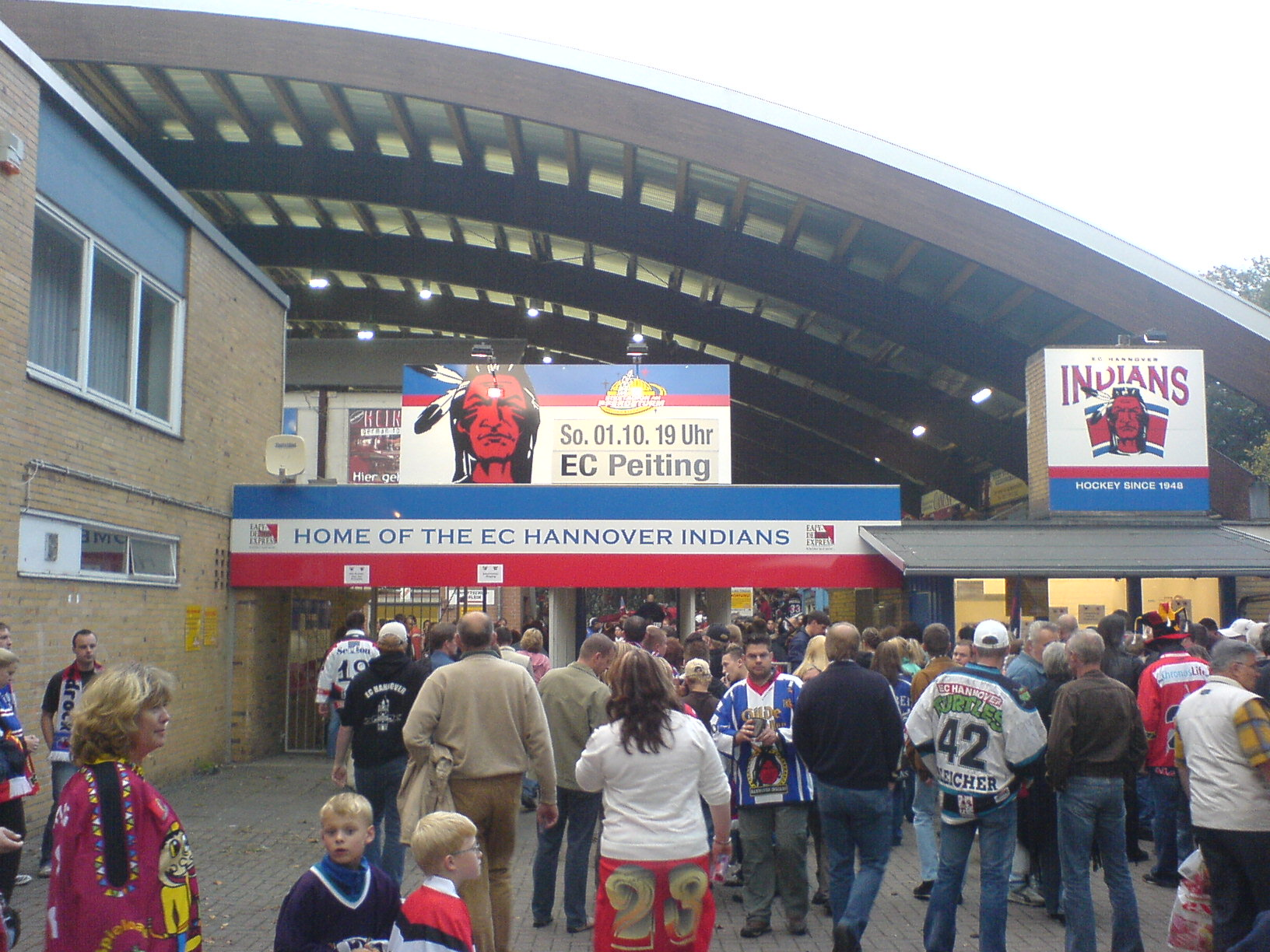
Eisstadion am Pferdeturm, Hannover

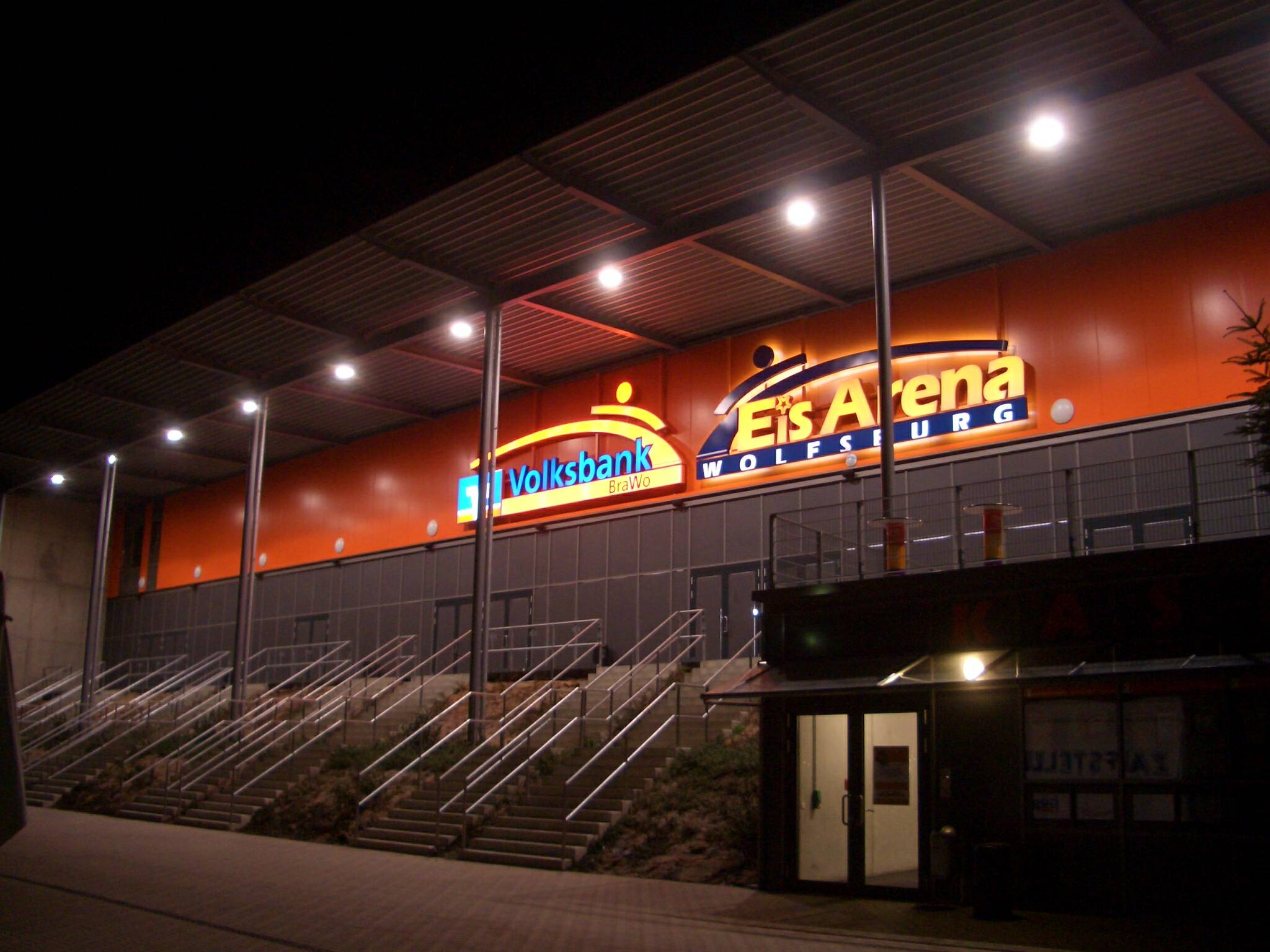
EisArena, Wolfsburg

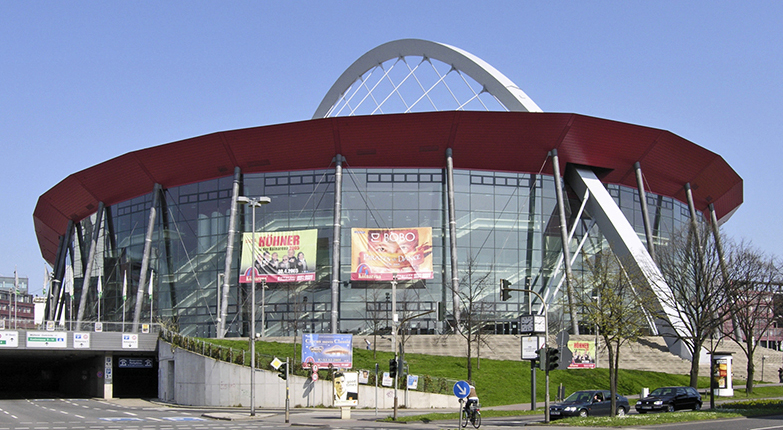
Lanxess Arena, Köln

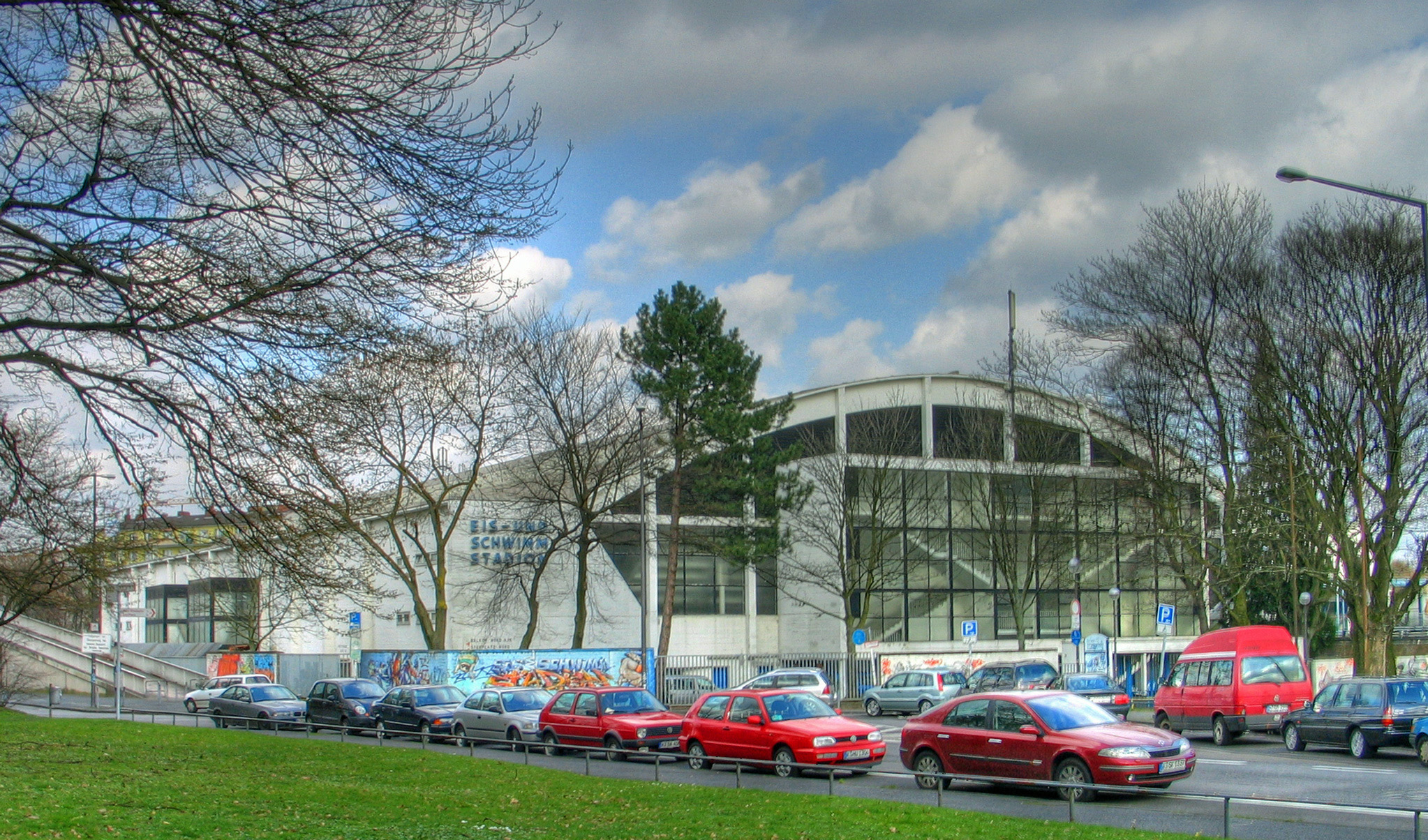
Eisstadion an der Lentstraße, Köln

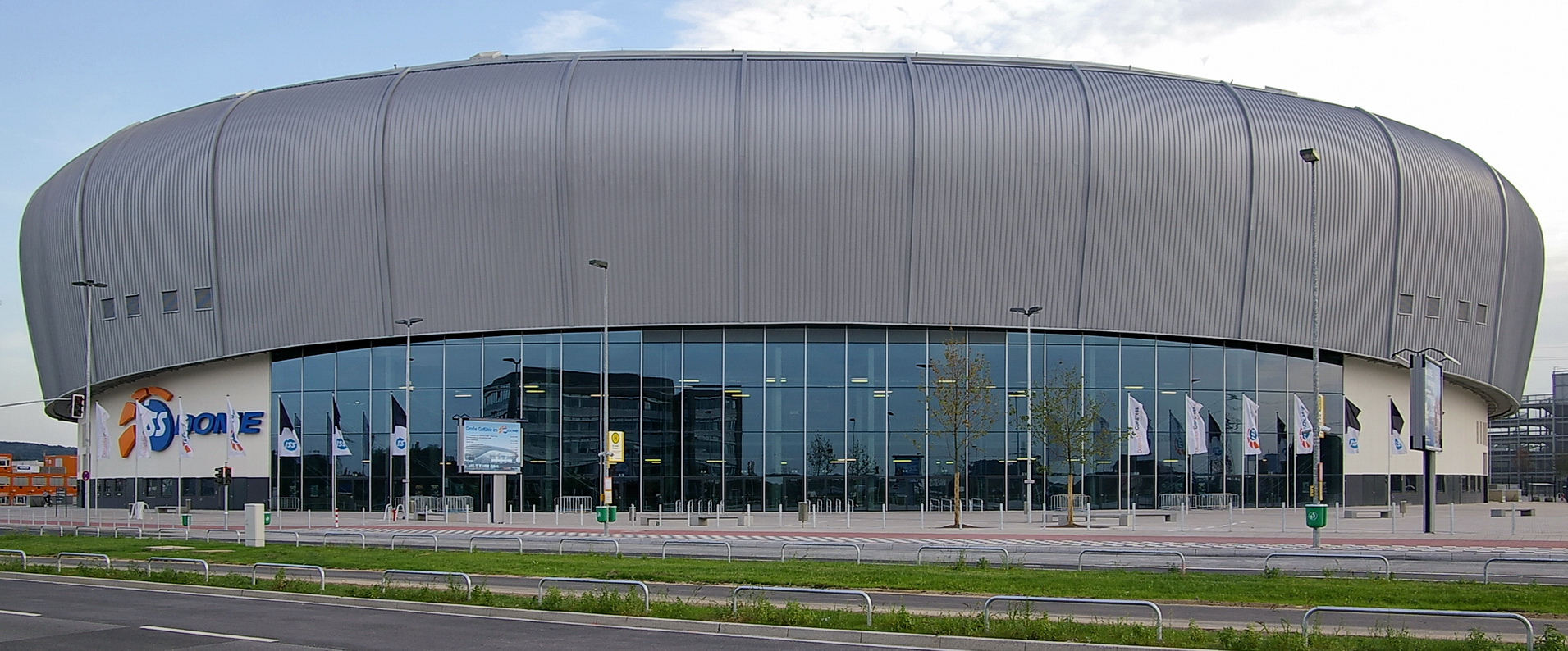
ISS Dome, Düsseldorf

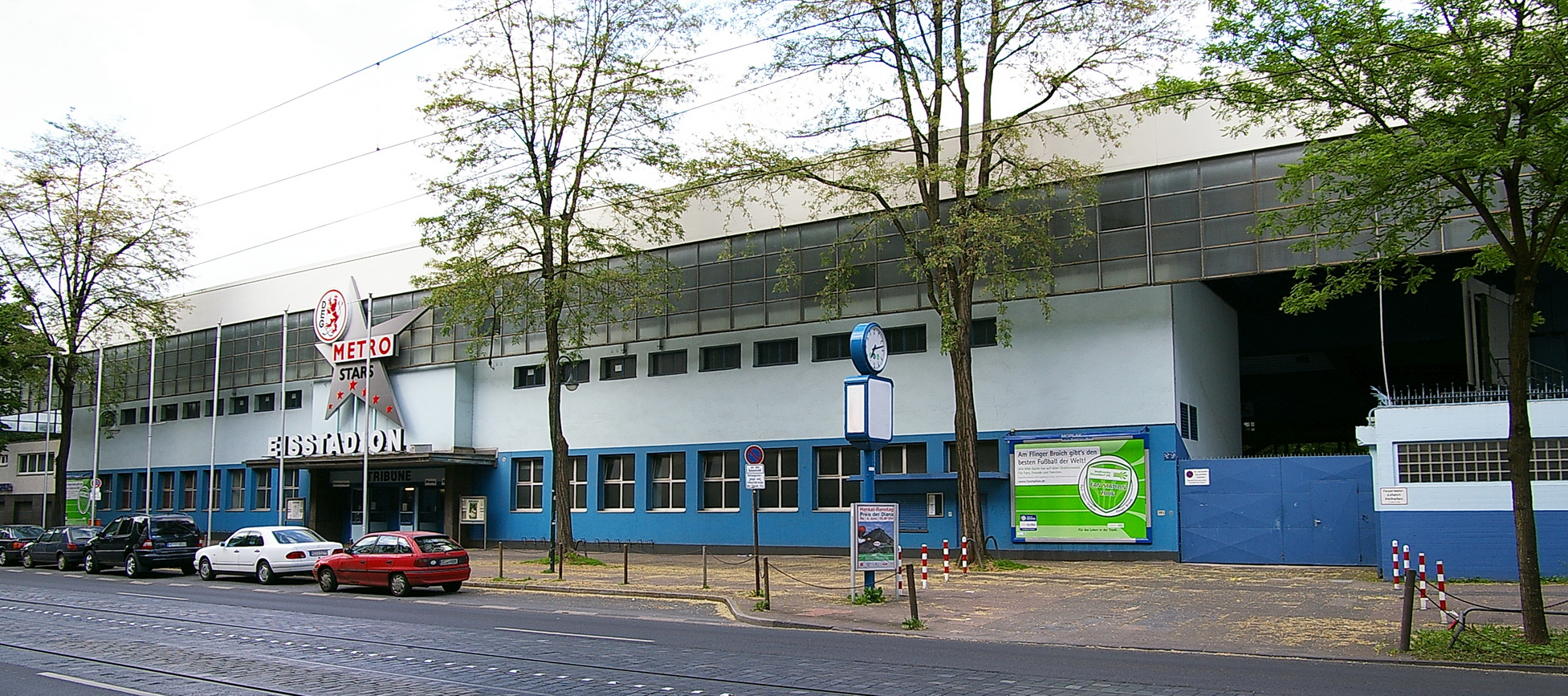
Eisstadion an der Brehmstraße, Düsseldorf

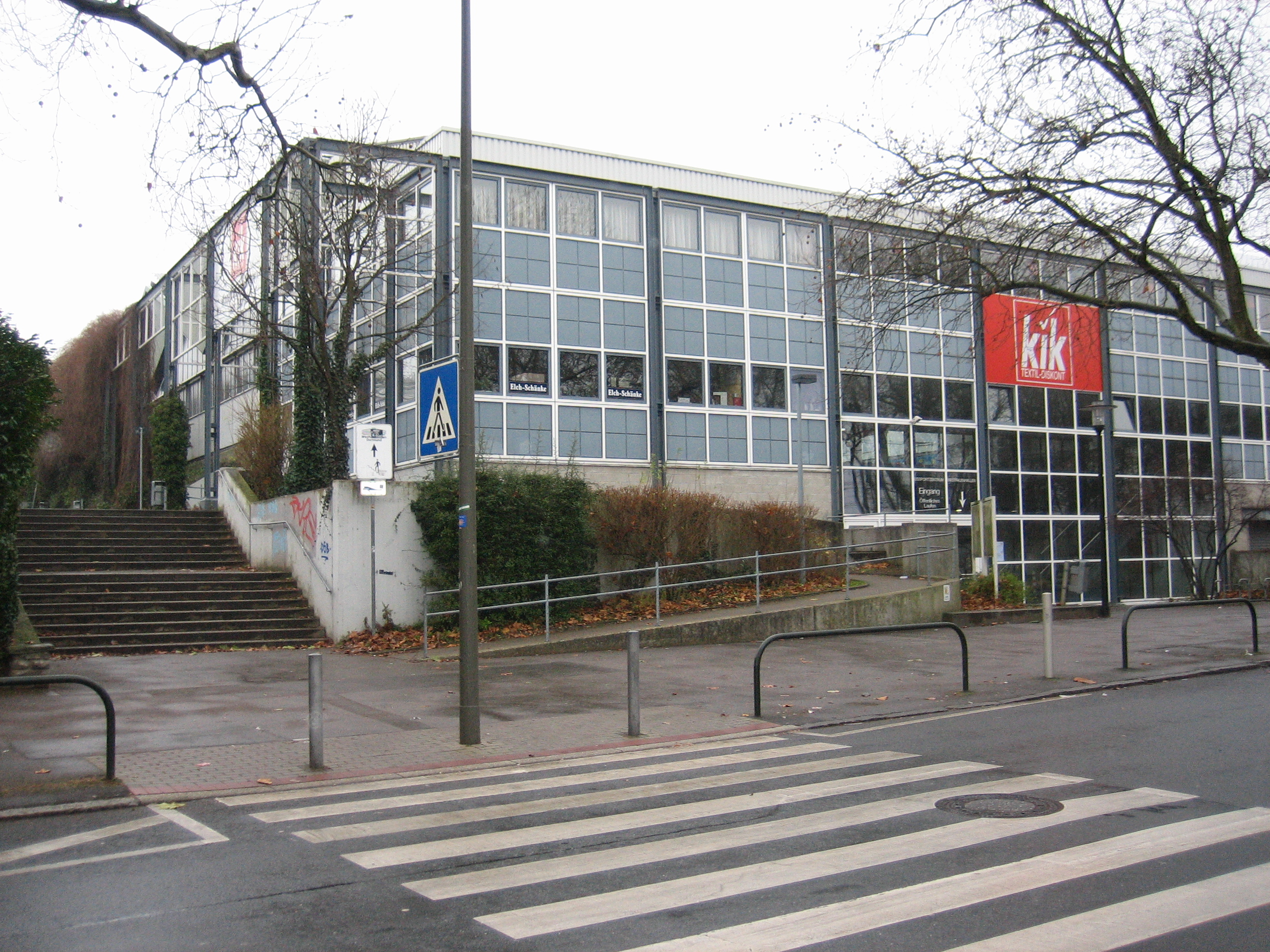
Eissportzentrum Westfalenhalle, Dortmund

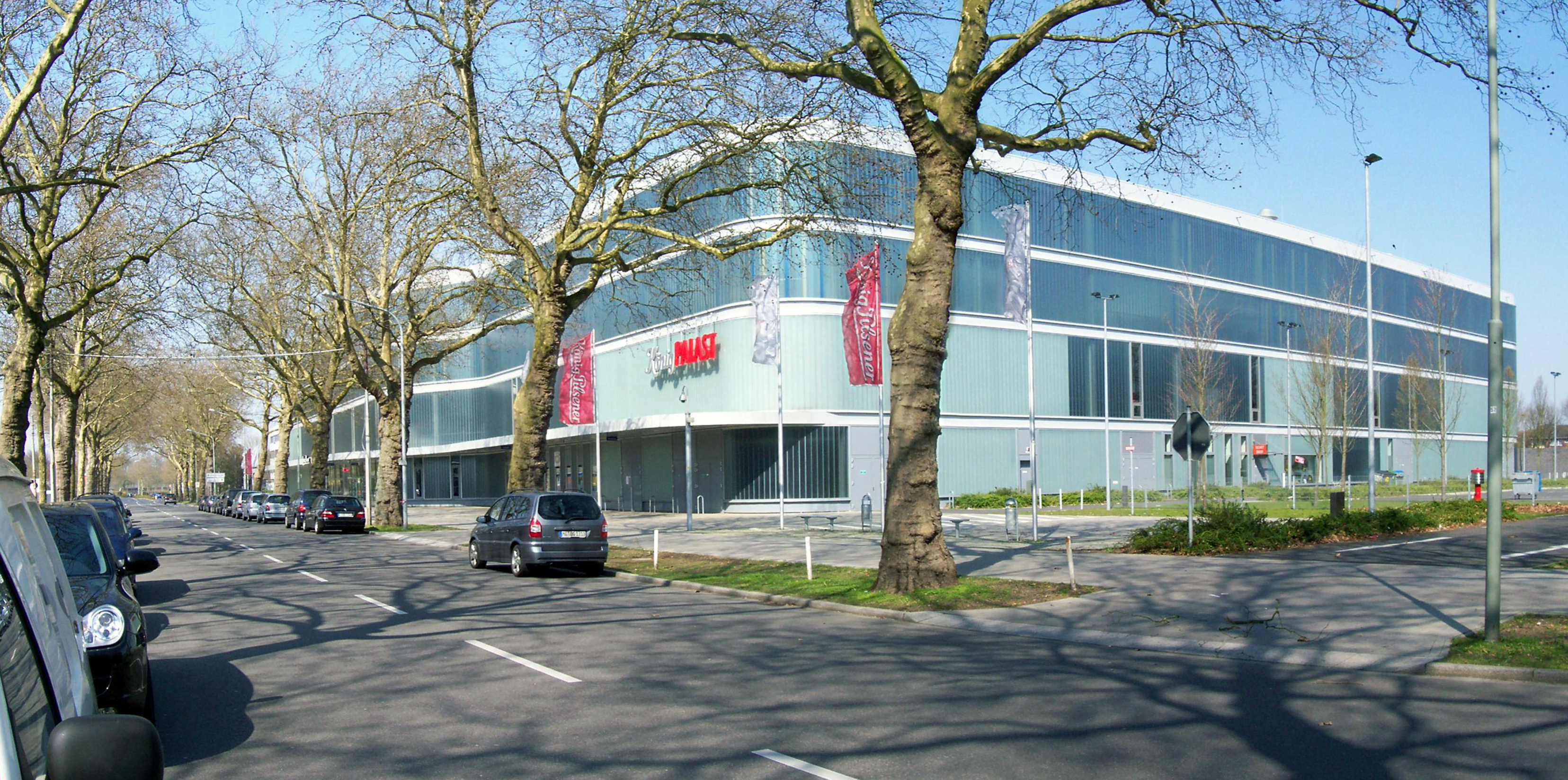
Yayla-Arena, Krefeld

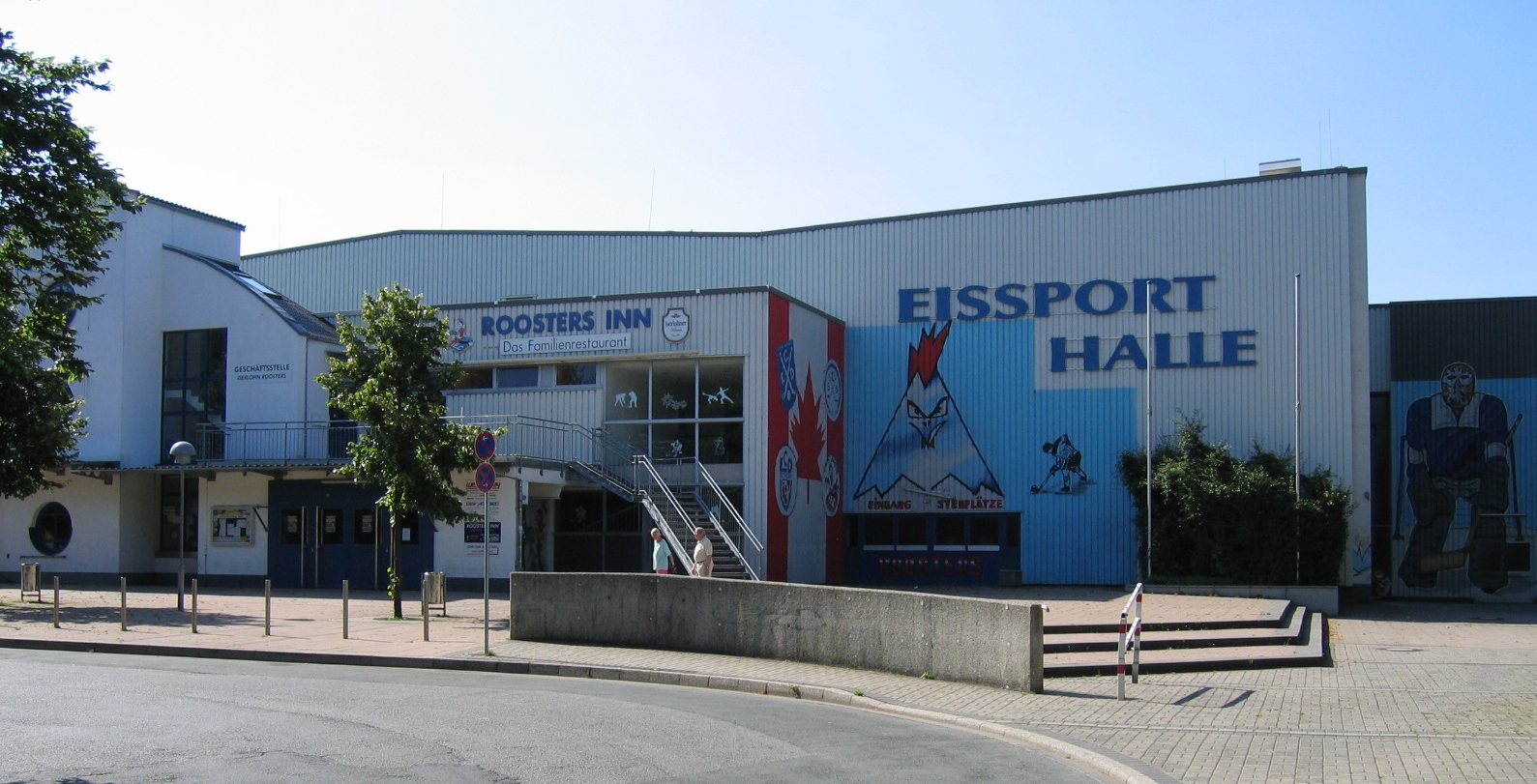
Eissporthalle, Iserlohn

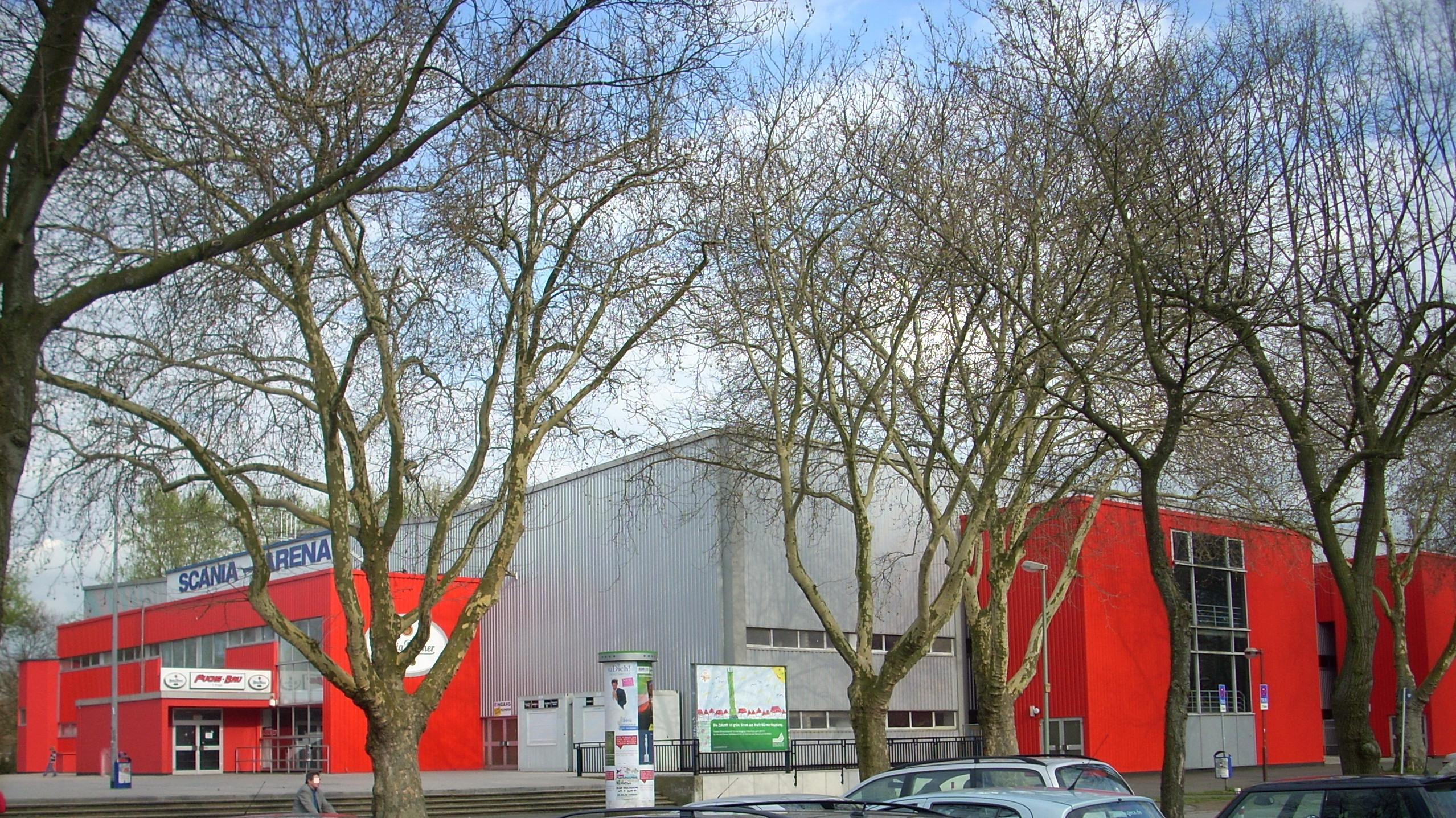
PreZero Rheinlandhalle Duisburg

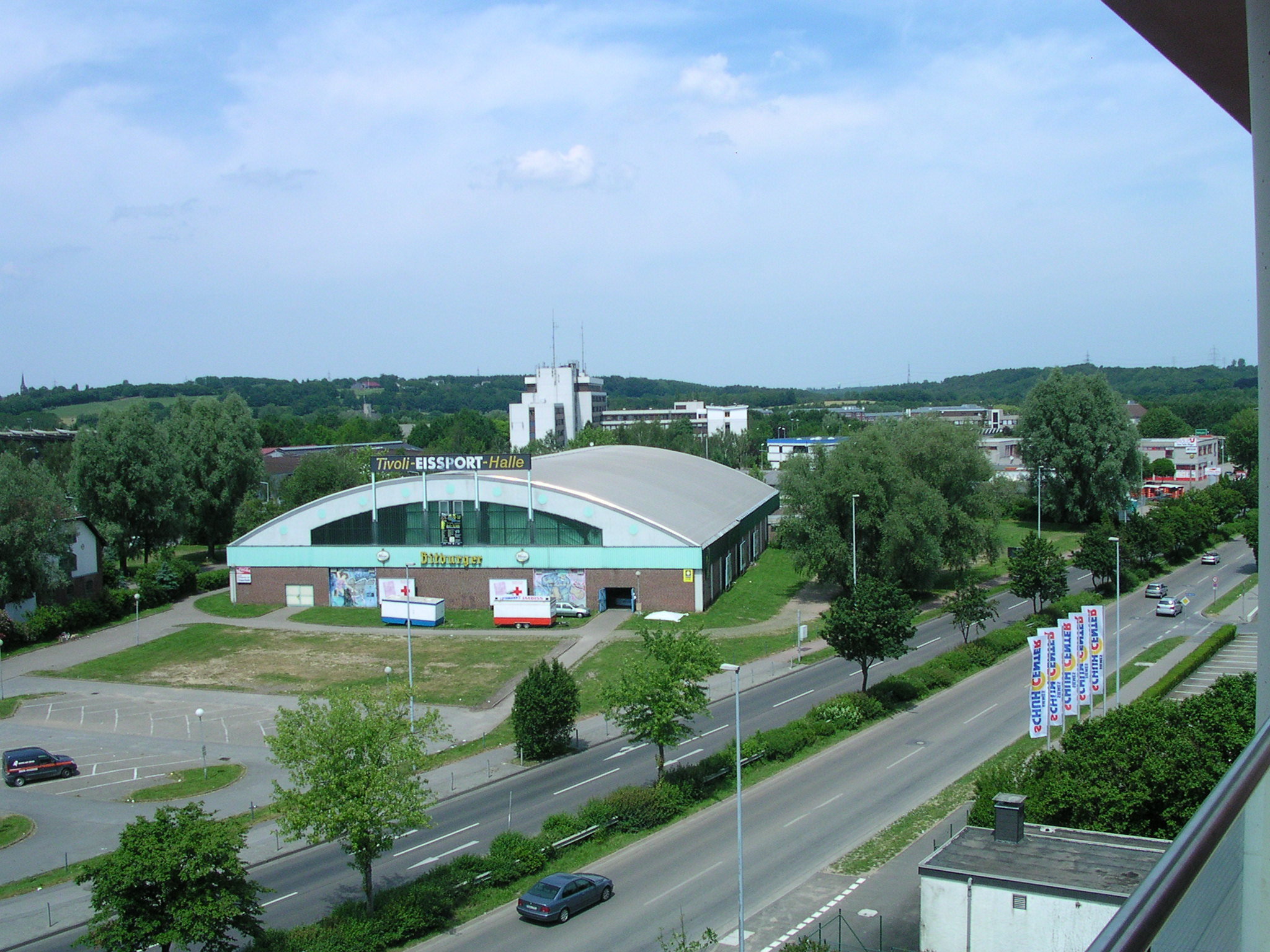
Tivoli Eissport Halle in Aachen

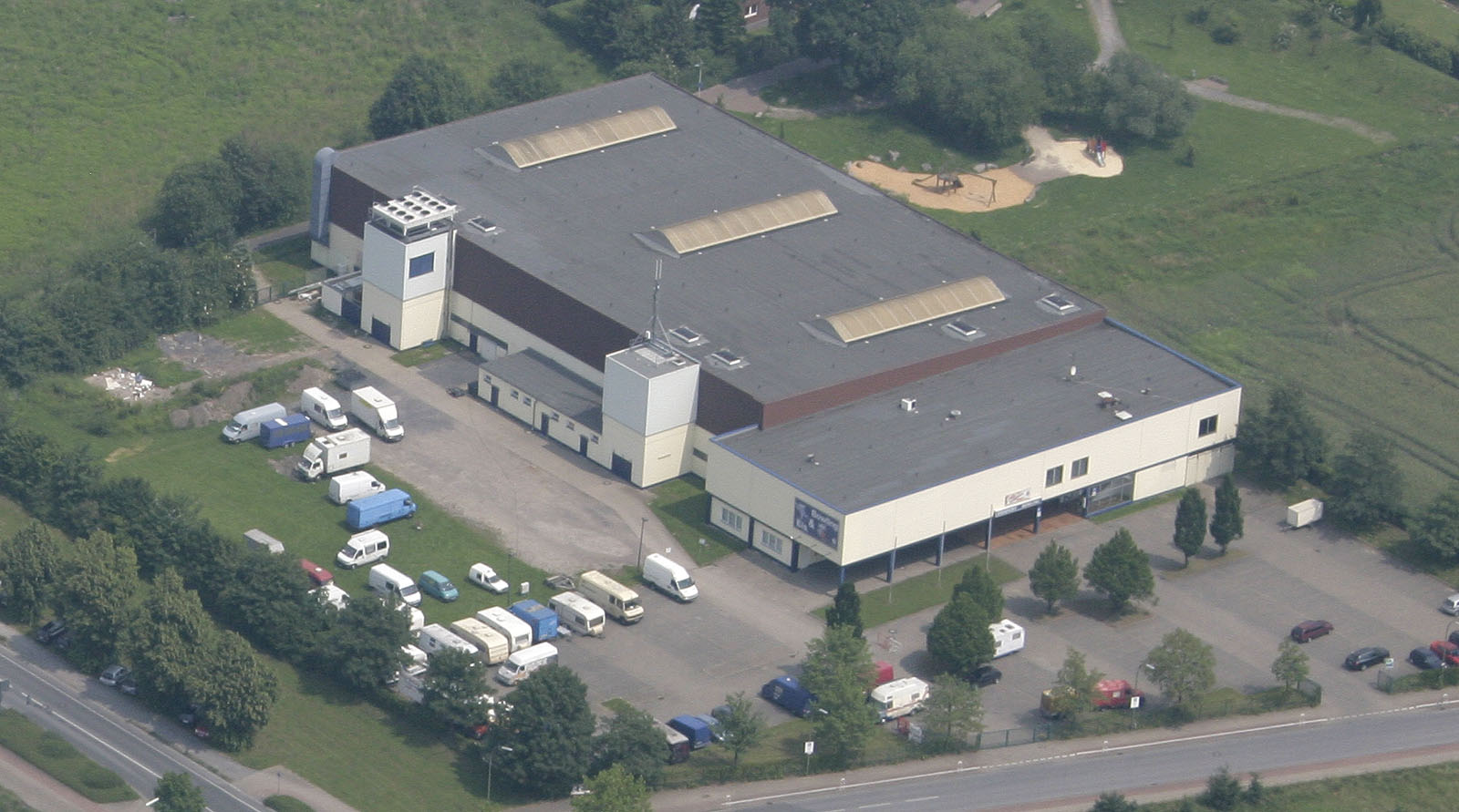
Maximilian Eissporthalle Hamm

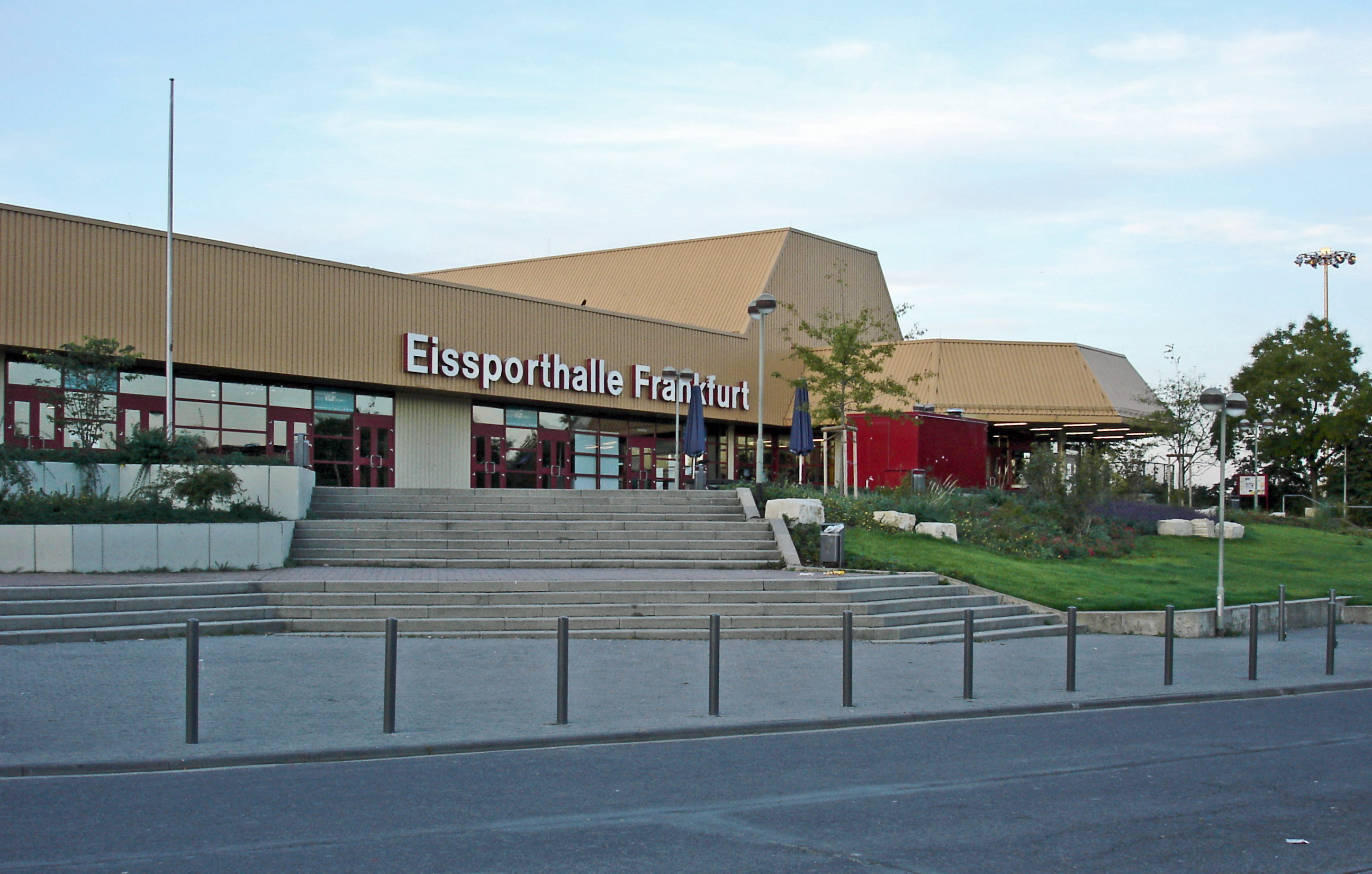
Eissporthalle am Ratsweg, Frankfurt

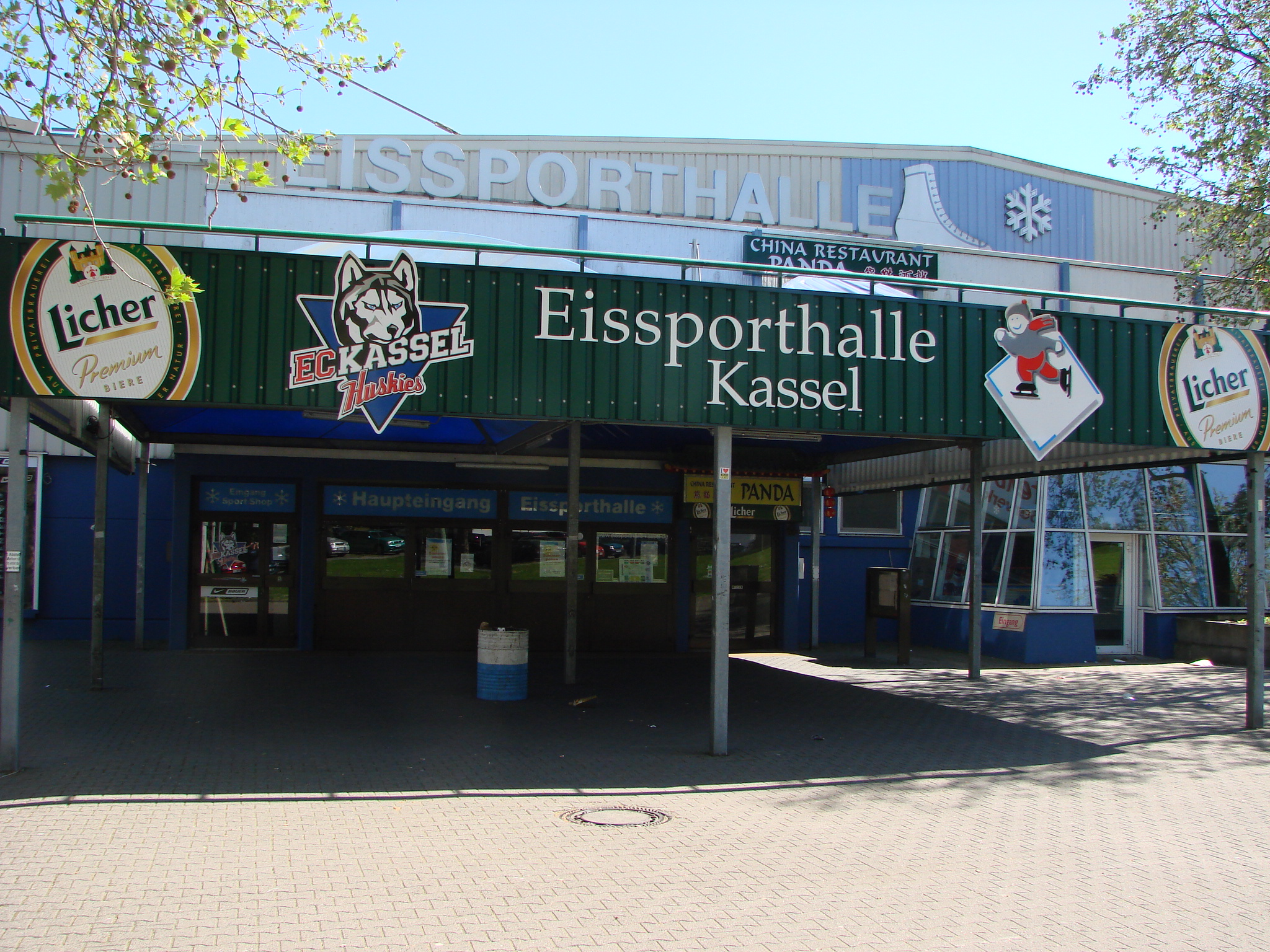
Eissporthalle am Auestadion, Kassel

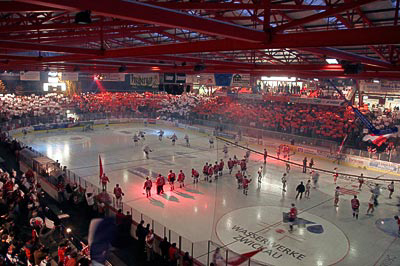
Kunsteisstadion im Sahnpark, Crimmitschau

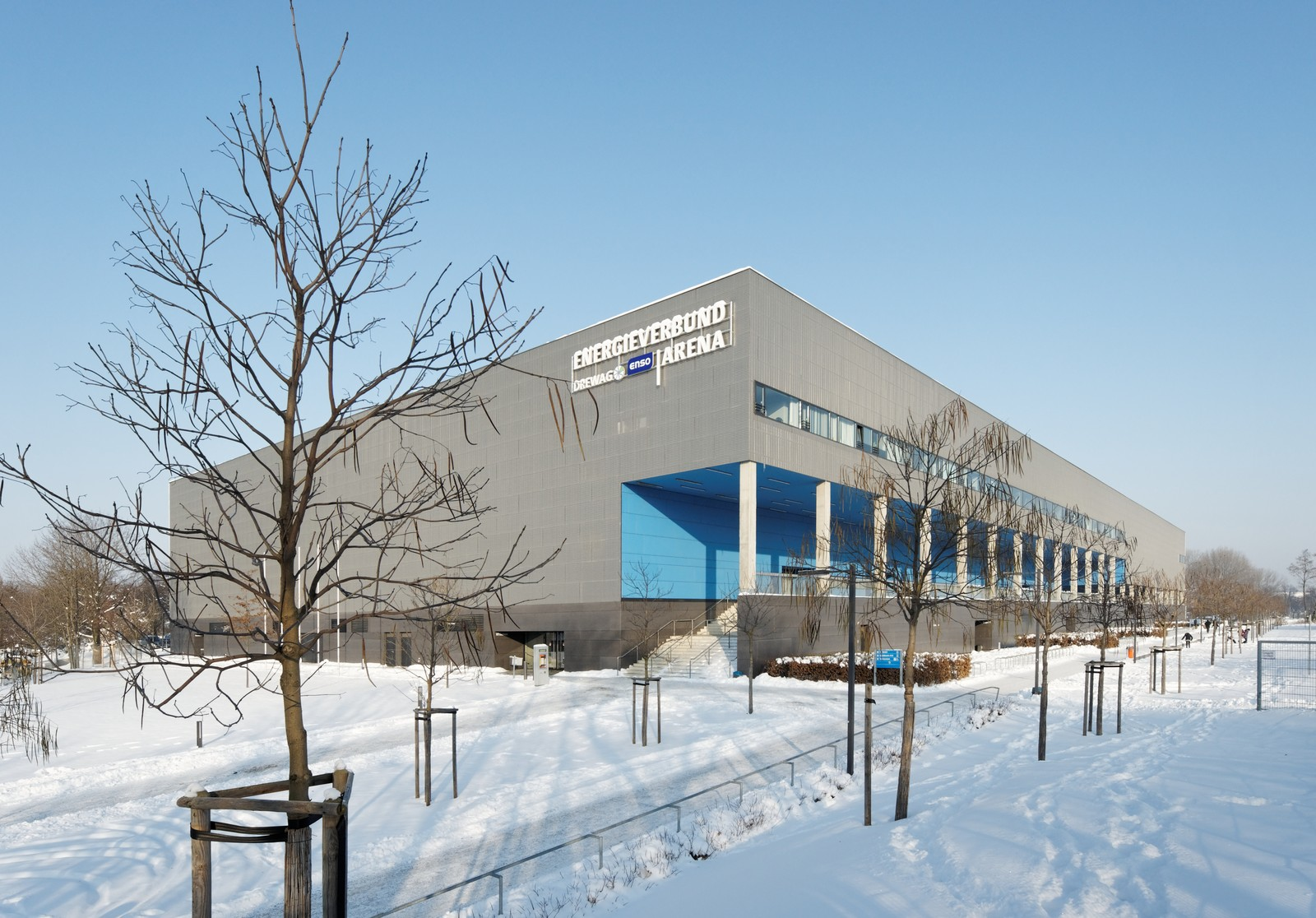
EnergieVerbund Arena, Dresden

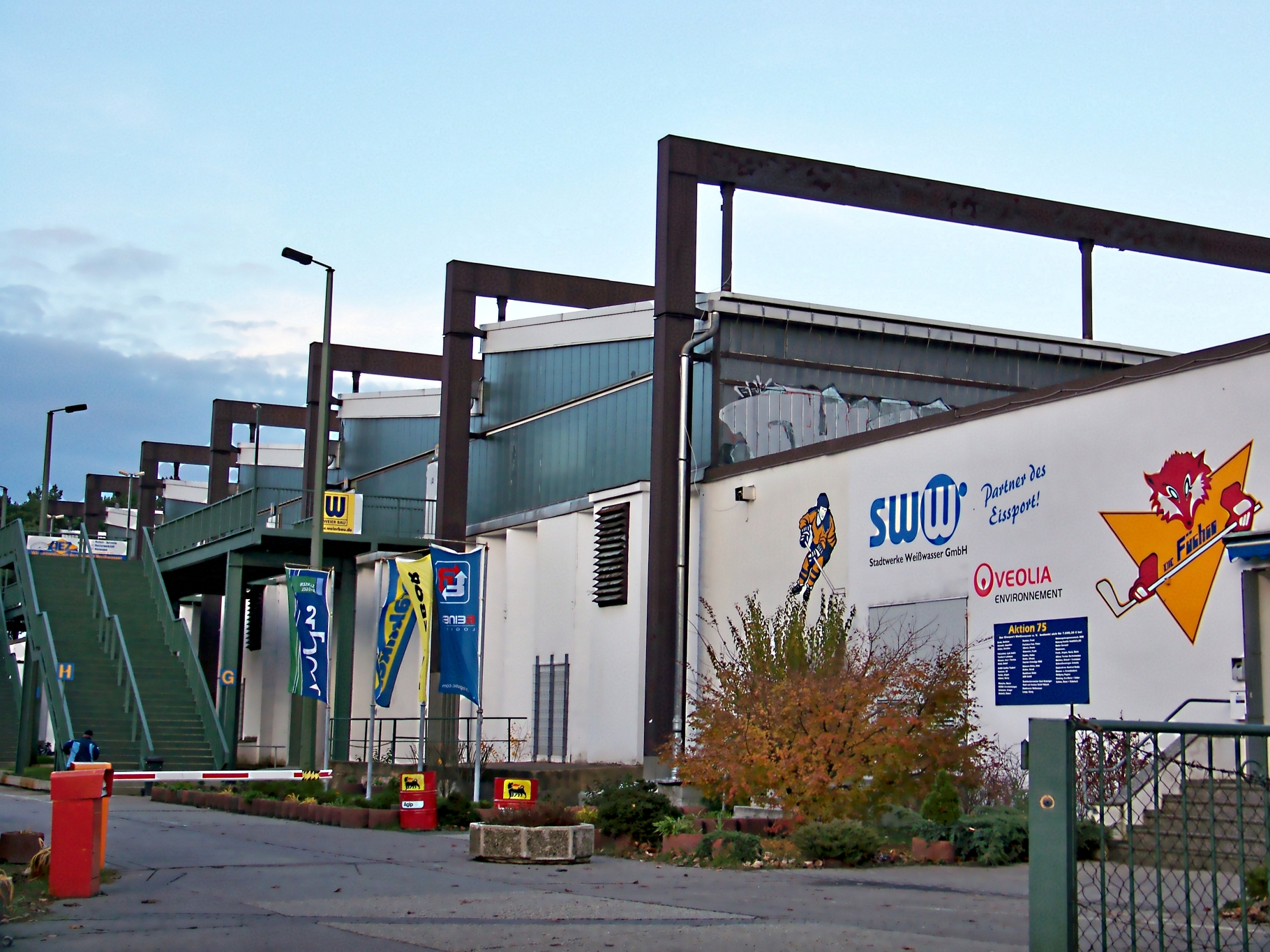
Früheres Eisstadion Weißwasser, 2014 abgerissen

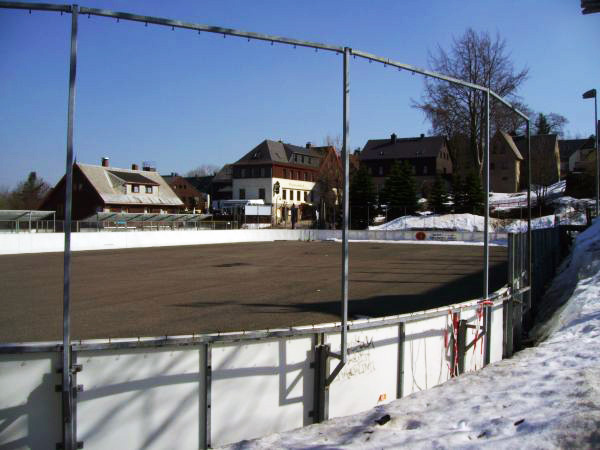
Eisbahn am Hang, Oberwiesenthal

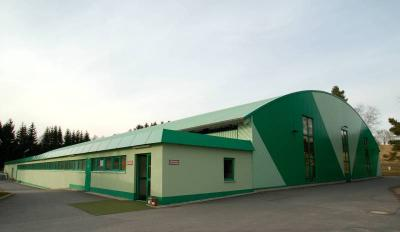
Eisstadion Schönheide

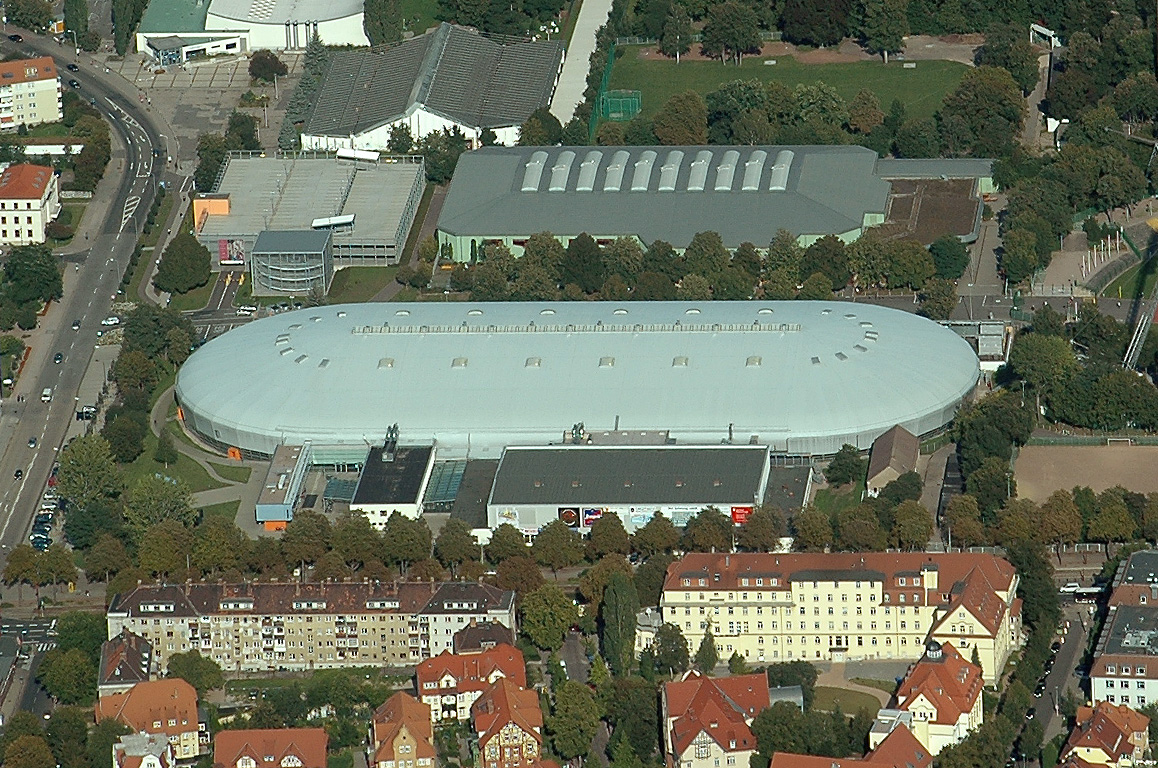
Gunda-Niemann-Stirnemann-Halle, Erfurt

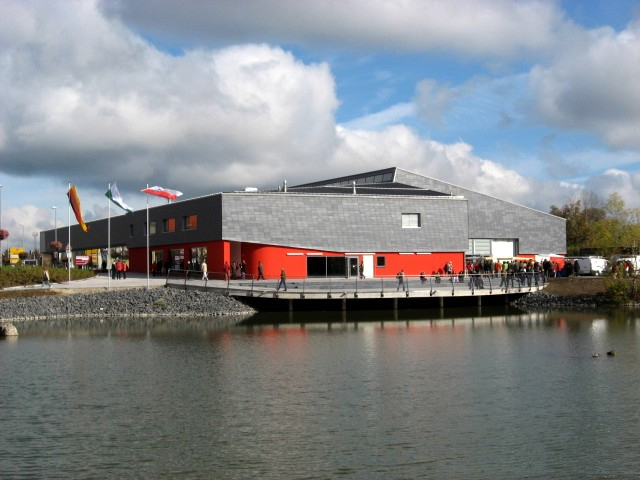
Eishalle, Ilmenau

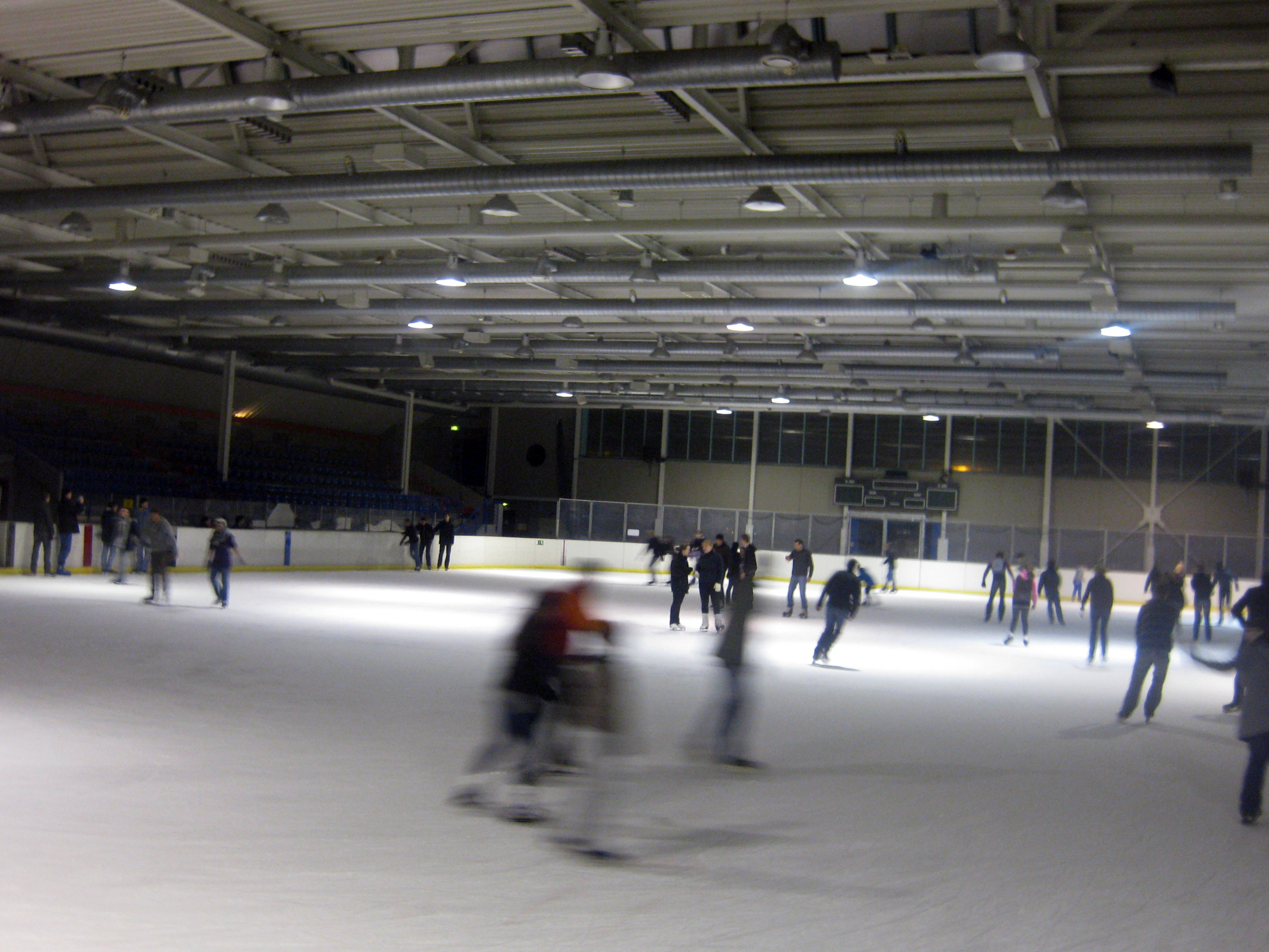
Eissporthalle Darmstadt

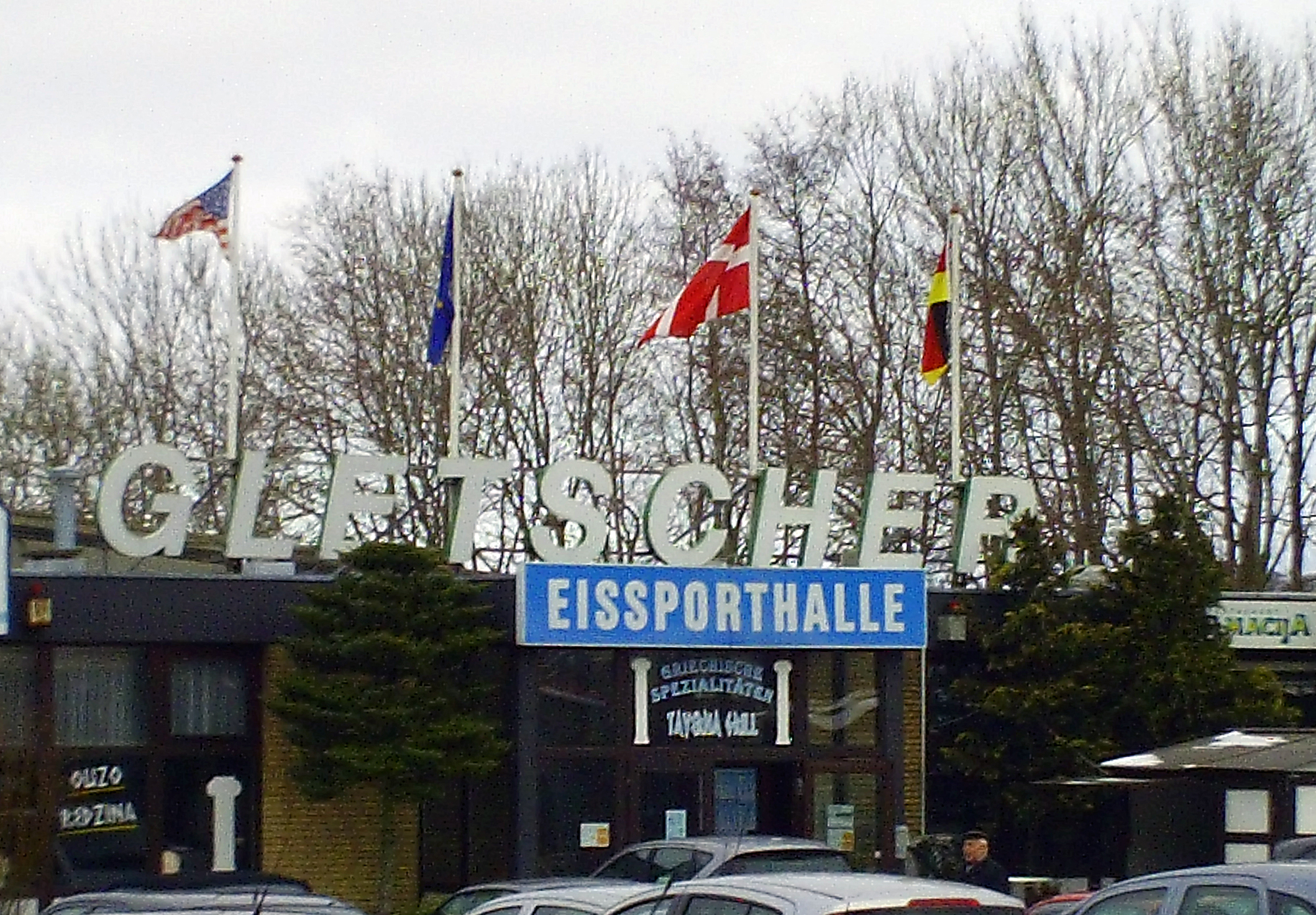
Deutschlands nördlichstes Eisstadion, die Gletscherhalle bei der Zollsiedlung bei Kupfermühle (2011).

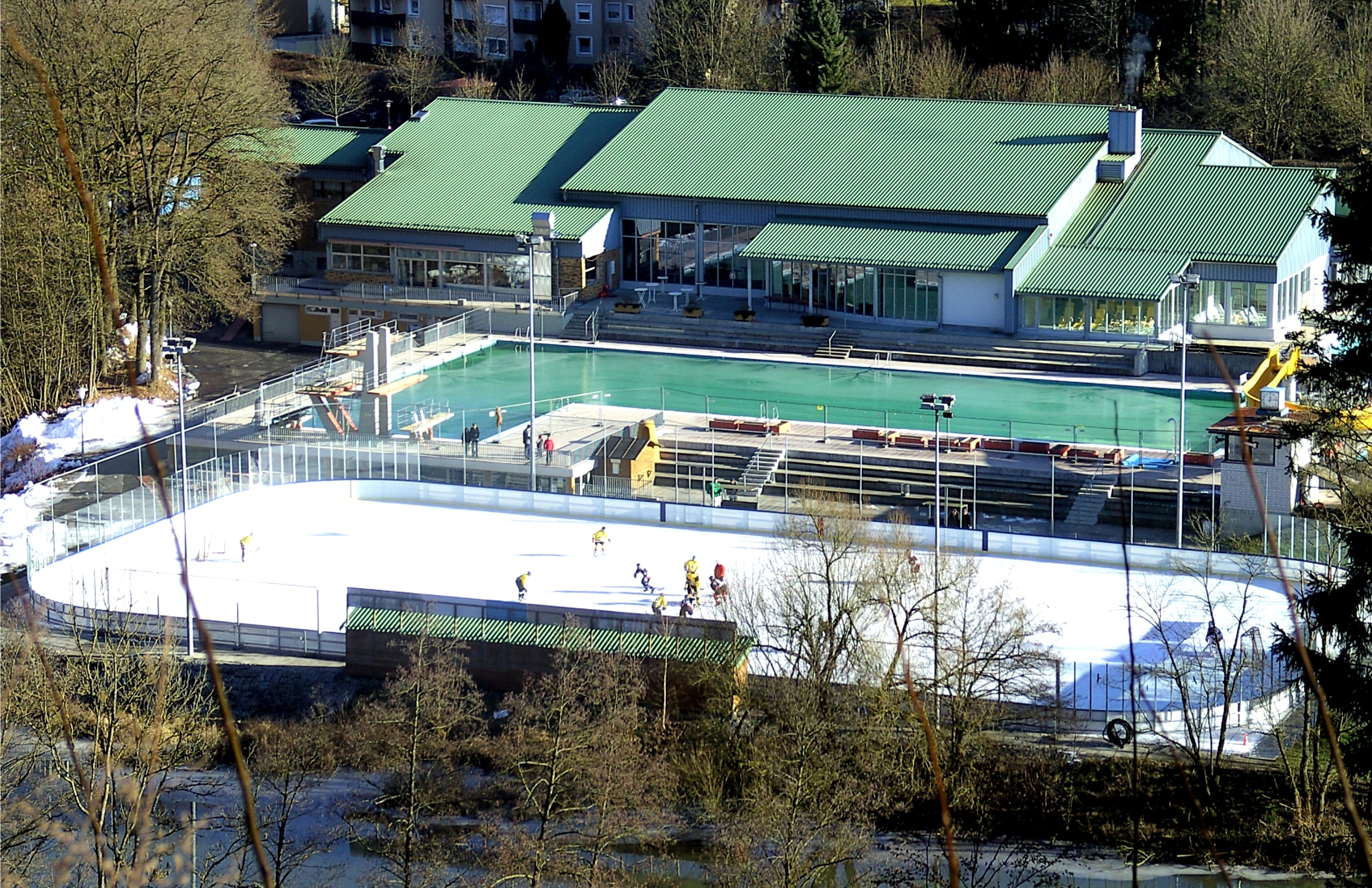
Das Eisstadion Vilshofen mit dem Hallen- und Freibadkomplex

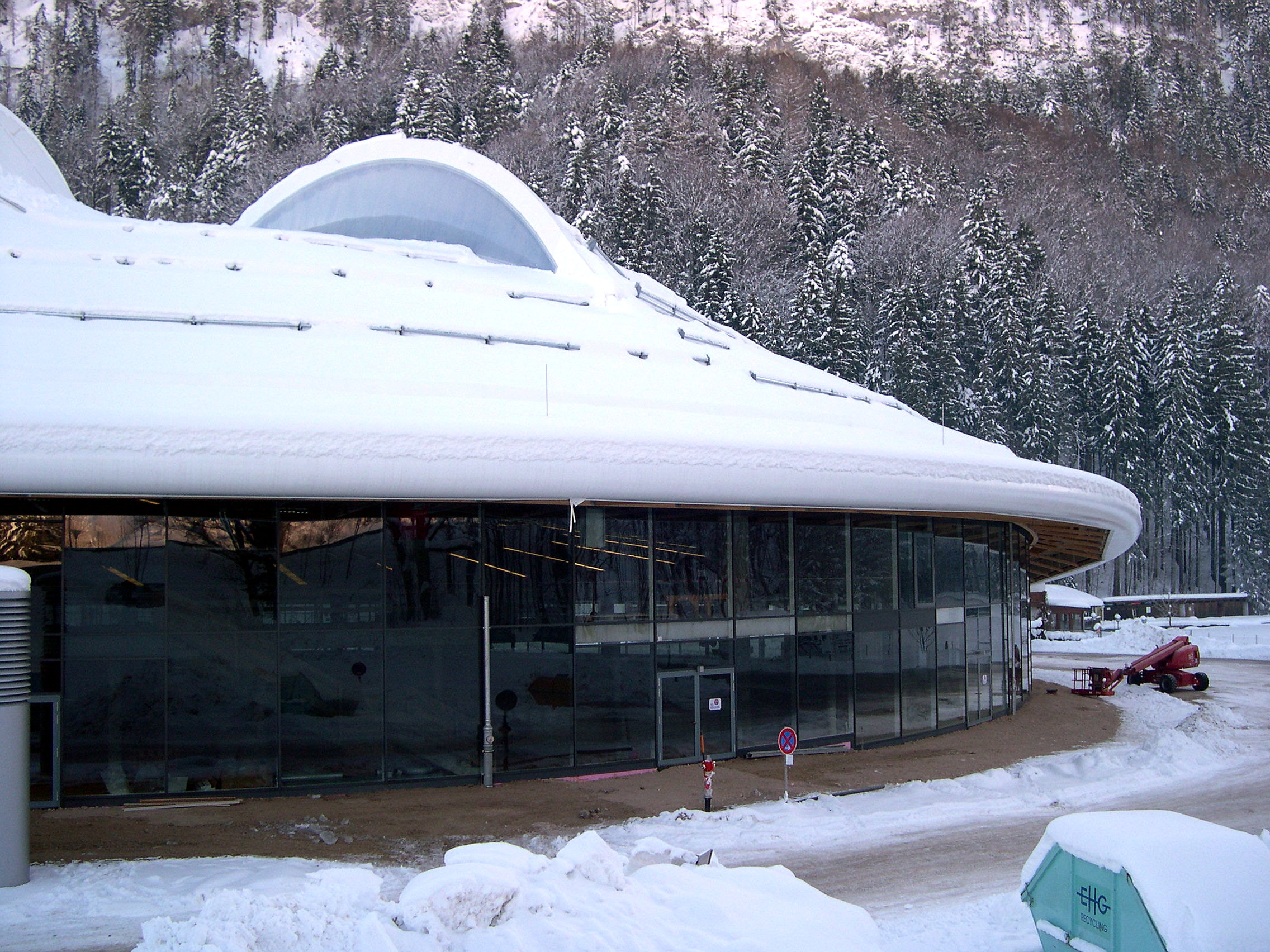
Max Aicher Arena – Inzell

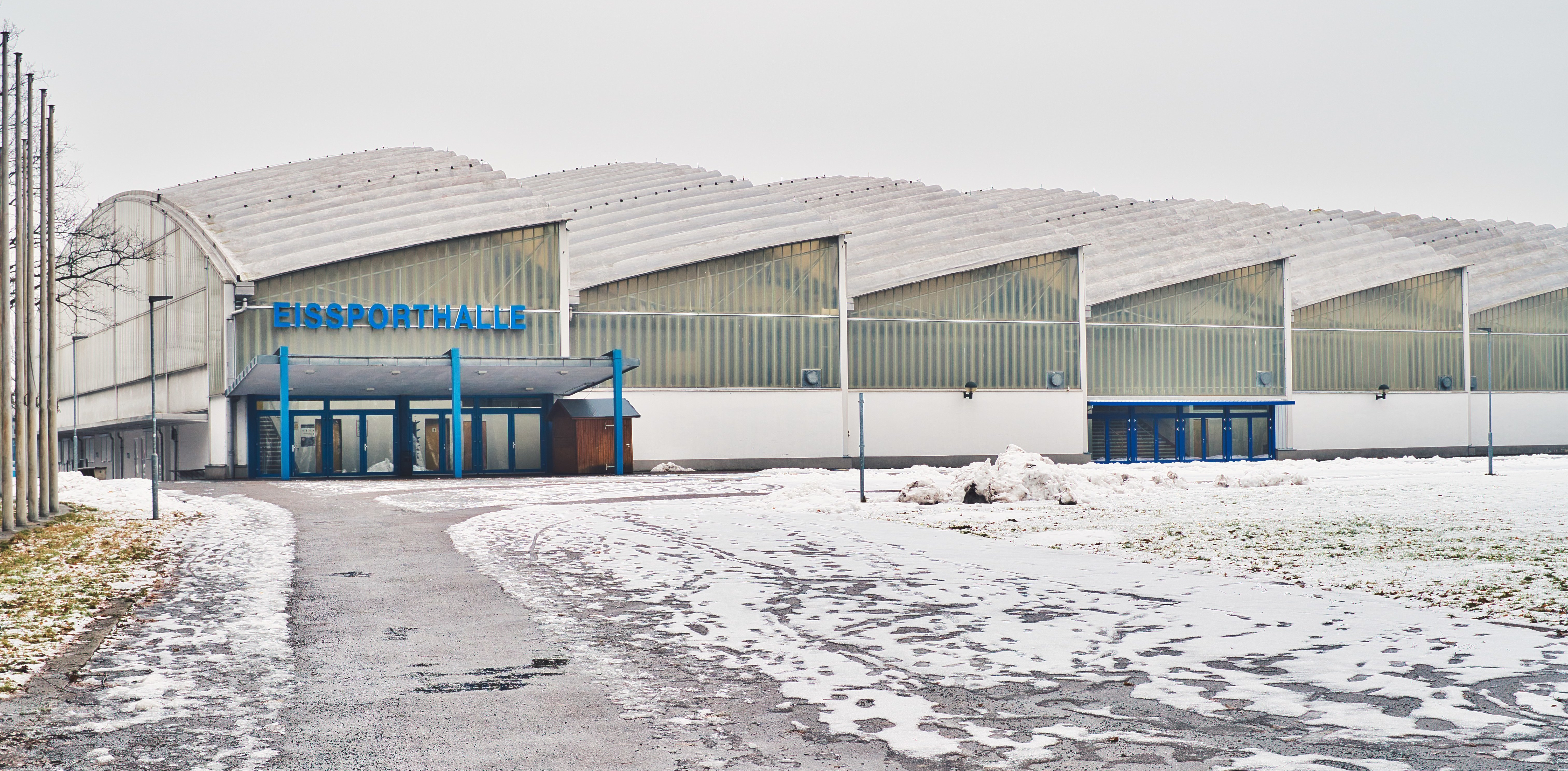
Eissporthalle Küchwald in Chemnitz

Dies ist die Liste der Eisstadien in Deutschland, sortiert nach Bundesländern. Aufgenommen werden Eisstadien, -hallen und Mehrzweckarenen, in denen regelmäßig Eissportveranstaltungen stattfinden.

## Liste
| Stadion                                                                                      | Ort                         | Bundesland             | Verein(e)                                                                                               | Kapazität                       |
| -------------------------------------------------------------------------------------------- | --------------------------- | ---------------------- | --- | ------------------------------- |
| SAP-Arena                                                                                    | Mannheim                    | Baden-Württemberg      | Adler Mannheim                                                                                          | 13.600                          |
| Franz-Siegel-Halle                                                                           | Freiburg im Breisgau        | Baden-Württemberg      | EHC Freiburg                                                                                            | 05.800                          |
| Helios Arena                                                                                 | Schwenningen                | Baden-Württemberg      | SERC Wild Wings FSV Schwenningen                                                                        | 06.200                          |
| Kolbenschmidt Arena                                                                          | Heilbronn                   | Baden-Württemberg      | Heilbronner Falken EHC Eisbären Heilbronn                                                               | 04.000                          |
| Eisarena Ellental                                                                            | Bietigheim-Bissingen        | Baden-Württemberg      | SC Bietigheim-Bissingen                                                                                 | 02.660                          |
| EgeTrans Arena                                                                               | Bietigheim-Bissingen        | Baden-Württemberg      | SC Bietigheim-Bissingen                                                                                 | 04.500                          |
| Eissporthalle Ravensburg                                                                     | Ravensburg                  | Baden-Württemberg      | EV Ravensburg                                                                                           | 03.300                          |
| Eiswelt Stuttgart                                                                            | Stuttgart                   | Baden-Württemberg      | Stuttgarter EC                                                                                          | 01.750                          |
| Eislaufstadion Polarion                                                                      | Bad Liebenzell              | Baden-Württemberg      | ESC Bad Liebenzell Poli-Freunde                                                                         | 02.300                          |
| SAP-Arena Halle Süd                                                                          | Mannheim                    | Baden-Württemberg      | Jungadler Mannheim                                                                                      | 01.500                          |
| Baden Airpark Eisarena                                                                       | Hügelsheim                  | Baden-Württemberg      | ESC Hügelsheim 09                                                                                       | 01.200                          |
| Eissporthalle Herrischried                                                                   | Herrischried                | Baden-Württemberg      | EHC Herrischried                                                                                        | 01.000                          |
| Eissportzentrum Herzogenried Eugen-Romminger-Halle                                           | Mannheim                    | Baden-Württemberg      | Mannheimer ERC                                                                                          | 00.500                          |
| Eissportzentrum Herzogenried Helmut-Klaes-Halle                                              | Mannheim                    | Baden-Württemberg      | | 00.500                          |
| Kunsteisbahn Wasserwiesen                                                                    | Balingen                    | Baden-Württemberg      | EC Eisbären Balingen                                                                                    | 00.500                          |
| Icehouse Eppelheim                                                                           | Eppelheim                   | Baden-Württemberg      | EC Eppelheim                                                                                            | 00.800                          |
| Eislaufhalle Baiersbronn                                                                     | Baiersbronn                 | Baden-Württemberg      | | ?                               |
| Richard-Hirschmann-Eisstadion                                                                | Esslingen                   | Baden-Württemberg      | ESG Esslingen                                                                                           | ?                               |
| Kunsteisbahn Heddesheim                                                                      | Heddesheim                  | Baden-Württemberg      | SC Heddesheim Flames                                                                                    | ?                               |
| Eissportzentrum Saint-Maur                                                                   | Pforzheim                   | Baden-Württemberg      | CFR Pforzheim – Bisons                                                                                  | 01.500                          |
| Eislauf- und Freizeit-Center                                                                 | Reutlingen                  | Baden-Württemberg      | TSG Reutlingen                                                                                          | ?                               |
| Eistreff                                                                                     | Waldbronn                   | Baden-Württemberg      | ERC Waldbronn                                                                                           | ?                               |
| Eisstadion Stefanshöhe                                                                       | Wangen im Allgäu            | Baden-Württemberg      | MTG Wangen                                                                                              | ?                               |
| Freizeitcenter imPulsiv Eisstadion nach der Saison 2013/14 Umgebaut zu „Impulsiv Kinderland“ | Weil am Rhein               | Baden-Württemberg      | ESG Weil neue Heimat ab 14/15: Eisstadion Rheinfelden/Schweiz                                           | ?                               |
| Eisstadion Wernau                                                                            | Wernau                      | Baden-Württemberg      | | ?                               |
| Eissporthalle Wiesloch (Eisweinhalle)                                                        | Wiesloch                    | Baden-Württemberg      | EHC Wiesloch                                                                                            | ?                               |
| Messehalle Offenburg                                                                         | Offenburg                   | Baden-Württemberg      | | ?                               |
| Hermeshof-Natureisstadion                                                                    | Titisee-Neustadt            | Baden-Württemberg      | WSV Titisee                                                                                             | ?                               |
| Kunsteisstadion                                                                              | Ludwigsburg                 | Baden-Württemberg      | | ?                               |
| Eisstadion am Friedrichspark derzeit geschlossen                                             | Mannheim                    | Baden-Württemberg      | MERC Mannheim                                                                                           | 08.200                          |
| Eissporthalle Aalen Abriss der Halle 2009 beschlossen derzeit geschlossen                    | Aalen                       | Baden-Württemberg      | EHC Aalen                                                                                               | ?                               |
| Eis- und Rollsporthalle Achern abgerissen                                                    | Achern                      | Baden-Württemberg      | EHC Achern                                                                                              | ?                               |
| Eissporthalle Göppingen abgerissen                                                           | Göppingen                   | Baden-Württemberg      | ERC Göppingen                                                                                           | ?                               |
| Eislaufhalle Neureut abgerissen                                                              | Karlsruhe                   | Baden-Württemberg      | ERC Karlsruhe (Kunstlauf)                                                                               | ?                               |
| Eissporthalle Kornwestheim 2009 abgerissen                                                   | Kornwestheim                | Baden-Württemberg      | SV Kornwestheim                                                                                         | ?                               |
| Eislaufhalle Rastatt derzeit geschlossen                                                     | Rastatt                     | Baden-Württemberg      | | ?                               |
| SAP Garden                                                                                   | München                     | Bayern                 | EHC Red Bull München                                                                                    | 010.796                         |
| Arena Nürnberger Versicherung                                                                | Nürnberg                    | Bayern                 | Thomas Sabo Ice Tigers EHC 80 Nürnberg                                                                  | 07.809 (große Halle)            |
| Olympia-Eissport-Zentrum                                                                     | Garmisch-Partenkirchen      | Bayern                 | SC Riessersee SC Eibsee-Grainau                                                                         | 06.929 (große Halle)            |
| Fanatec Arena                                                                                | Landshut                    | Bayern                 | EV Landshut                                                                                             | 04.448                          |
| Olympia-Eisstadion                                                                           | München                     | Bayern                 | U. a. Red Bull München, EHC München, Münchner EK                                                        | 06.256                          |
| Curt-Frenzel-Eisstadion                                                                      | Augsburg                    | Bayern                 | Augsburger Panther Augsburger EV                                                                        | 06.179                          |
| Eisstadion Inzell                                                                            | Inzell                      | Bayern                 | DEC Inzell                                                                                              | 06.000 (Eislaufveranstaltungen) |
| Eisstadion am Pulverturm                                                                     | Straubing                   | Bayern                 | Straubing Tigers EHC Straubing ESV Kagers                                                               | 05.800                          |
| Donau-Arena                                                                                  | Regensburg                  | Bayern                 | EV Regensburg EHC Regensburg                                                                            | 04.961 (große Halle)            |
| Saturn-Arena                                                                                 | Ingolstadt                  | Bayern                 | ERC Ingolstadt                                                                                          | 04.800                          |
| ROFA-Stadion                                                                                 | Rosenheim                   | Bayern                 | Star Bulls Rosenheim                                                                                    | 04.750                          |
| Städtisches Stadion                                                                          | Bayreuth                    | Bayern                 | EHC Bayreuth                                                                                            | 04.705                          |
| Hacker-Pschorr Arena                                                                         | Bad Tölz                    | Bayern                 | Tölzer Löwen EC Bad Tölz SC Reichersbeuern SC Gaißach                                                   | 04.300 (große Halle)            |
| Netzsch-Arena                                                                                | Selb                        | Bayern                 | VER Selb EC Erkersreuth                                                                                 | 04.082                          |
| Eisstadion Deggendorf                                                                        | Deggendorf                  | Bayern                 | Deggendorfer SC                                                                                         | 02.790                          |
| Eissporthalle Memmingen                                                                      | Memmingen                   | Bayern                 | ECDC Memmingen Indians HC Maustadt                                                                      | 03.700                          |
| BLZ Arena                                                                                    | Füssen                      | Bayern                 | EV Füssen                                                                                               | 03.691                          |
| Eisstadion                                                                                   | Kempten                     | Bayern                 | ESC Kempten                                                                                             | 03.200                          |
| Energie Schwaben Arena                                                                       | Kaufbeuren                  | Bayern                 | ESV Kaufbeuren                                                                                          | 03.100                          |
| Eissporthalle Erding                                                                         | Erding                      | Bayern                 | TSV Erding                                                                                              | 03.500                          |
| Eisstadion an der Jahnstraße Stadion wurde bis Juni 2014 abgerissen                          | Ingolstadt                  | Bayern                 | ERC Ingolstadt                                                                                          | 03.500                          |
| Eissporthalle Peißenberg                                                                     | Peißenberg                  | Bayern                 | TSV Peißenberg SC Forst                                                                                 | 03.050                          |
| Heinz-Schneider-Eisstadion                                                                   | Geretsried                  | Bayern                 | TuS Geretsried ESC Riverrats Geretsried EC Schwaig                                                      | 03.000                          |
| Ice Dome                                                                                     | Schweinfurt                 | Bayern                 | ERV Schweinfurt                                                                                         | 03.000                          |
| Eisstadion                                                                                   | Waldkraiburg                | Bayern                 | EHC Waldkraiburg                                                                                        | 03.000                          |
| Eisstadion                                                                                   | Amberg                      | Bayern                 | ERSC Amberg EC 2000 Amberg                                                                              | 03.000                          |
| Eissportzentrum                                                                              | Oberstdorf                  | Bayern                 | EC Oberstdorf                                                                                           | 03.000                          |
| Eissporthalle im Sportzentrum Landsberg                                                      | Landsberg am Lech           | Bayern                 | HC Landsberg VfL Denklingen                                                                             | 02.955                          |
| Eisstadion am Berliner Platz Seit 2017 provisorische Feuerwache                              | Kaufbeuren                  | Bayern                 | ESV Kaufbeuren (bis 2017, neue Heimstätte: Energie Schwaben Arena)                                      | 02.600                          |
| Hans-Schröpf-Arena                                                                           | Weiden                      | Bayern                 | 1. EV Weiden                                                                                            | 02.560                          |
| Marco-Sturm-Eishalle                                                                         | Dingolfing                  | Bayern                 | EV Dingolfing                                                                                           | 02.500                          |
| Eissportzentrum                                                                              | Haßfurt                     | Bayern                 | ESC Haßfurt                                                                                             | 02.500 mit Zusatztribünen 3.000 |
| Eisstadion                                                                                   | Peiting                     | Bayern                 | EC Peiting SV Apfeldorf / ESV Bad Bayersoien                                                            | 02.500                          |
| Eissporthalle des Donaubad                                                                   | Neu-Ulm, Ulm                | Bayern                 | VfE Ulm/Neu-Ulm                                                                                         | 02.500                          |
| Eissporthalle                                                                                | Sonthofen                   | Bayern                 | ERC Sonthofen                                                                                           | 02.200                          |
| Eisstadion                                                                                   | Bad Aibling                 | Bayern                 | EHC Bad Aibling                                                                                         | 02.000                          |
| Eisstadion im Sportzentrum Höchstadt                                                         | Höchstadt                   | Bayern                 | Höchstadter EC ESC Höchstadt                                                                            | 02.000                          |
| Eisstadion Schongau                                                                          | Schongau                    | Bayern                 | EA Schongau SV Hohenfurch                                                                               | 02.000                          |
| Polariom                                                                                     | Germering                   | Bayern                 | Wanderers Germering                                                                                     | 02.000                          |
| Eisstadion                                                                                   | Pegnitz                     | Bayern                 | EV Pegnitz                                                                                              | 02.000                          |
| Franz-Zwiebel-Halle                                                                          | Regen                       | Bayern                 | ERC Regen                                                                                               | 02.000                          |
| Kunsteisstadion                                                                              | Grafing                     | Bayern                 | EHC Klostersee ESC Planegg/Würmtal ETC Höhenkirchen-Siegertsbrunn                                       | 01.730                          |
| Eisstadion                                                                                   | Miesbach                    | Bayern                 | TEV Miesbach TSV Schliersee                                                                             | 01.600                          |
| Eis-Arena                                                                                    | Passau                      | Bayern                 | EHF Passau Black Hawks                                                                                  | 01.500                          |
| Eisstadion                                                                                   | Bad Wörishofen              | Bayern                 | EV Bad Wörishofen                                                                                       | 01.500                          |
| Eisstadion                                                                                   | Dorfen                      | Bayern                 | ESC Dorfen ESV Gebensbach                                                                               | .00800                          |
| Eisstadion                                                                                   | Pfaffenhofen                | Bayern                 | EC Pfaffenhofen                                                                                         | 01.500                          |
| Eisstadion                                                                                   | Pfronten                    | Bayern                 | EV Pfronten                                                                                             | 01.500                          |
| Hydro-Tech eisarena                                                                          | Königsbrunn                 | Bayern                 | EV Königsbrunn                                                                                          | 01.200                          |
| Karoli-Eissporthalle                                                                         | Waldkirchen                 | Bayern                 | ESV Waldkirchen                                                                                         | 01.200                          |
| Eisstadion                                                                                   | Trostberg                   | Bayern                 | TSV Trostberg                                                                                           | 01.100                          |
| Eissporthalle                                                                                | Mitterteich                 | Bayern                 | EHC Stiftland Mitterteich TSV Fichtelberg EHC Marktredwitz                                              | 01.100                          |
| Eichwaldstadion                                                                              | Lindau                      | Bayern                 | EV Lindau Förderverein 'Kunsteisstadion Eichwald'                                                       | 01.100                          |
| Eisstadion                                                                                   | Fürstenfeldbruck            | Bayern                 | ERC Fürstenfeldbruck EV Fürstenfeldbruck                                                                | 01.000                          |
| Lechparkstadion                                                                              | Lechbruck                   | Bayern                 | ERC Lechbruck                                                                                           | 01.000                          |
| Eislaufstadion                                                                               | Ottobrunn                   | Bayern                 | ERSC Ottobrunn                                                                                          | 01.000                          |
| Clariant-Arena                                                                               | Moosburg                    | Bayern                 | EV Moosburg EV Bruckberg EV Aich                                                                        | 01.000                          |
| Eisstadion                                                                                   | Vilshofen                   | Bayern                 | ESC Vilshofen                                                                                           | 00.1.000                        |
| Keltenhalle ab 2010/11 geschlossen                                                           | Burgkirchen                 | Bayern                 | SVG Burgkirchen                                                                                         | 00.910                          |
| Saturn-Arena Eishalle 2                                                                      | Ingolstadt                  | Bayern                 | ERC Ingolstadt                                                                                          | 800                             |
| Eisstadion Burgau                                                                            | Burgau                      | Bayern                 | ESV Burgau                                                                                              | 00.1.000                        |
| Eisstadion                                                                                   | Berchtesgaden               | Bayern                 | EV Berchtesgaden                                                                                        | 00.800                          |
| Eisstadion                                                                                   | Bad Kissingen               | Bayern                 | EC Bad Kissinger Wölfe SC Bad Kissingen                                                                 | 00.800                          |
| Eisstadion Halle 2                                                                           | Landshut                    | Bayern                 | EV Landshut EC Geisenhausen SC Ergolding                                                                | 00.800                          |
| Natureisstadion nicht mehr in Betrieb                                                        | Herrsching                  | Bayern                 | ESV Herrsching                                                                                          | 00.800                          |
| ECS-Arena                                                                                    | Mittenwald                  | Bayern                 | EV Mittenwald                                                                                           | 00.500                          |
| Hubertusstadion                                                                              | Holzkirchen                 | Bayern                 | ESC Holzkirchen                                                                                         | 00.500                          |
| Eisstadion                                                                                   | Buchloe                     | Bayern                 | ESV Buchloe EC Gutenberg                                                                                | 00.500                          |
| Kunsteisstadion                                                                              | Türkheim                    | Bayern                 | ESV Türkheim                                                                                            | 00.500                          |
| Natureis-Stadion                                                                             | Gaißach                     | Bayern                 | SC Gaißach                                                                                              | 00.500                          |
| Weihenstephan-Arena                                                                          | Freising                    | Bayern                 | SE Freising                                                                                             | 00.400                          |
| Natureisstadion am Müllerberg                                                                | Thanning (Egling)           | Bayern                 | EC Thanning                                                                                             | 00.400                          |
| Eissporthalle                                                                                | Aschaffenburg               | Bayern                 | 1. ESV Aschaffenburg WSV Aschaffenburg                                                                  | 00.300                          |
| Kunsteislaufstadion                                                                          | Neumarkt                    | Bayern                 | ESF Eagles Neumarkt                                                                                     | 00.300                          |
| Eisstadion                                                                                   | Dachau                      | Bayern                 | ASV Dachau ESV Dachau Woodpeckers                                                                       | 00.300                          |
| Eisstadion Haunstetten                                                                       | Augsburg                    | Bayern                 | Skater Union Augsburg EG Woodstocks Augsburg                                                            | 00.250                          |
| Kunsteisstadion                                                                              | Lindenberg                  | Bayern                 | TV Lindenberg                                                                                           | 00.200                          |
| Eislaufanlage Illerau                                                                        | Senden                      | Bayern                 | 1. EC Senden                                                                                            | ?                               |
| Kunsteisstadion                                                                              | Dießen                      | Bayern                 | MTV Dießen                                                                                              | ?                               |
| Natureisstadion                                                                              | Bad Bayersoien              | Bayern                 | ESV Bad Bayersoien                                                                                      | ?                               |
| Eisplatz                                                                                     | Hohenpeißenberg             | Bayern                 | TSV Hohenpeißenberg                                                                                     | ?                               |
| Eisstadion                                                                                   | Bad Grönenbach              | Bayern                 | ESV Grönenbach                                                                                          | ?                               |
| Eishalle/Eisplatz                                                                            | Grafenau (Niederbayern)     | Bayern                 | | ?                               |
| Eislauffläche                                                                                | Grünwald                    | Bayern                 | | ?                               |
| Kunsteisbahn Eisteich                                                                        | Hof in Oberfranken          | Bayern                 | SV Hof                                                                                                  | ?                               |
| Eisplatz                                                                                     | Hohenfurch                  | Bayern                 | SV Hohenfurch                                                                                           | ?                               |
| Natureisstadion                                                                              | Lenggries                   | Bayern                 | EHF Lenggries                                                                                           | ?                               |
| Kunsteisbahn                                                                                 | Mühldorf am Inn             | Bayern                 | | ?                               |
| Eis- und Funsportzentrum West                                                                | München                     | Bayern                 | VfR Angerlohe                                                                                           | ?                               |
| Eis- und Funsportzentrum Ost                                                                 | München                     | Bayern                 | EHC München (Jugend) Isarriders München                                                                 | ?                               |
| Prinzregentenstadion                                                                         | München                     | Bayern                 | MEKJ München                                                                                            | ?                               |
| Oberlandstadion                                                                              | Schliersee                  | Bayern                 | TSV Schliersee                                                                                          | ?                               |
| Natureisstadion                                                                              | Reichersbeuern              | Bayern                 | SC Reichersbeuern                                                                                       | ?                               |
| Eissporthalle                                                                                | Ruhpolding                  | Bayern                 | | ?                               |
| Natureislaufplatz                                                                            | Wemding                     | Bayern                 | | ?                               |
| Eisbahn                                                                                      | Würzburg                    | Bayern                 | ESV Würzburg, WERV Würzburg                                                                             | ?                               |
| Natureislaufbahn                                                                             | Donauwörth                  | Bayern                 | | ?                               |
| KunsteisArena                                                                                | Tegernsee                   | Bayern                 | EV Tegernsee                                                                                            | ?                               |
| Eisplatz                                                                                     | Marktoberdorf               | Bayern                 | TSV Marktoberdorf                                                                                       | ?                               |
| Uber-Arena                                                                                   | Berlin-Friedrichshain       | Berlin                 | Eisbären Berlin                                                                                         | 14.200                          |
| Eisschnelllaufhalle im Sportforum Hohenschönhausen                                           | Berlin-Alt-Hohenschönhausen | Berlin                 | Eisbären Juniors Berlin                                                                                 | 05.000                          |
| Wellblechpalast                                                                              | Berlin-Alt-Hohenschönhausen | Berlin                 | Eisbären Juniors Berlin, OSC Berlin                                                                     | 04.695                          |
| Erika-Heß-Eisstadion                                                                         | Berlin-Wedding              | Berlin                 | FASS Berlin                                                                                             | 02.800                          |
| Eissporthalle Charlottenburg                                                                 | Berlin-Westend              | Berlin                 | u. a. Berliner Schlittschuhclub, SC Charlottenburg                                                      | 01.000                          |
| Eisstadion Neukölln im Werner-Seelenbinder-Sportpark                                         | Berlin-Neukölln             | Berlin                 | u. a. Spielbetrieb der Landesliga Berlin                                                                | 00.300                          |
| Eissporthalle Paul-Heyse-Straße                                                              | Berlin-Prenzlauer Berg      | Berlin                 | OSC Berlin                                                                                              | 00.250                          |
| Trainingshalle im Sportforum Hohenschönhausen                                                | Berlin-Alt-Hohenschönhausen | Berlin                 | SC Berlin                                                                                               | ?                               |
| Eisbahn Lankwitz                                                                             | Berlin-Lankwitz             | Berlin                 | | ?                               |
| Horst-Dohm-Eisstadion                                                                        | Berlin-Schmargendorf        | Berlin                 | | ?                               |
| Deutschlandhalle seit 1. Mai 2009 geschlossen, abgerissen                                    | Berlin-Westend              | Berlin                 | | 08.764                          |
| Polarium im SEZ geschlossen                                                                  | Berlin-Friedrichshain       | Berlin                 | | 00.200                          |
| Flughafen Berlin-Tempelhof Hangar 3 2009–2013 übergangsweise genutzt                         | Berlin-Tempelhof            | Berlin                 | | 00.199                          |
| Eisbahn Spandau Stadion nach der Saison 2010/11 abgebaut                                     | Berlin-Spandau              | Berlin                 | | ?                               |
| Eissporthalle Oranienburg seit 2008 geschlossen und abgerissen                               | Oranienburg                 | Brandenburg            | U. a. Icelions Oranienburg                                                                              | 00.400                          |
| Kunsteisbahn seit Dezember 2015 außer Betrieb                                                | Bad Belzig                  | Brandenburg            | SG Einheit Belzig                                                                                       | ?                               |
| Eisarena Schwedt                                                                             | Schwedt/Oder                | Brandenburg            | Schwedter Eisbären, Mammuts Uckermark, EHC Prenzlau, Landiner Kraacken,                                 | ?                               |
| Eisarena Bremerhaven                                                                         | Bremerhaven                 | Bremen                 | REV Bremerhaven                                                                                         | 04.422                          |
| Eisstadion Bremerhaven Abriss 2011                                                           | Bremerhaven                 | Bremen                 | REV Bremerhaven EHC Bremerhaven                                                                         | 02.050                          |
| Paradice                                                                                     | Bremen                      | Bremen                 | Weser Stars/Bremer EC                                                                                   | 01.900                          |
| Barclays Arena                                                                               | Hamburg                     | Hamburg                | Hamburg Freezers                                                                                        | 12.947                          |
| Eissporthalle „Eisland in Farmsen“                                                           | Hamburg                     | Hamburg                | Crocodiles Hamburg Hamburger Schlittschuh-Club                                                          | 02.300                          |
| Eisbahn Stellingen im Rad- und Eissportstadion Hamburg                                       | Hamburg                     | Hamburg                | Hamburger SV Altonaer SV                                                                                | 01.500                          |
| q.beyond Arena Eishalle 2024 geschlossen                                                     | Hamburg                     | Hamburg                | MOLOT Eishockey Club e. V.                                                                              | 00.300                          |
| INDOO Eisarena (Eisbahn Wallanlagen)                                                         | Hamburg                     | Hamburg                | | ?                               |
| Eissporthalle am Ratsweg                                                                     | Frankfurt am Main           | Hessen                 | Löwen Frankfurt                                                                                         | 06.990                          |
| Nordhessen Arena                                                                             | Kassel                      | Hessen                 | Kassel Huskies Eishockey Jugend Kassel                                                                  | 06.500                          |
| Colonel-Knight-Stadion                                                                       | Bad Nauheim                 | Hessen                 | Rote Teufel Bad Nauheim Ice Devils Bad Nauheim                                                          | 04.426                          |
| Eissporthalle Diez                                                                           | Limburg an der Lahn – Diez  | Rheinland-Pfalz        | ERC Diez ERC Pohlheim EG Diez-Limburg                                                                   | 03.300                          |
| Eisstadion                                                                                   | Darmstadt                   | Hessen                 | Darmstadt Dukes                                                                                         | 00.500                          |
| Eisstadion                                                                                   | Wiesbaden                   | Hessen                 | EV Wiesbaden                                                                                            | 00.500                          |
| Eisbahn im Heloponte Stadion ist 2012 geschlossen                                            | Bad Wildungen               | Hessen                 | VfL Bad Wildungen                                                                                       | ?                               |
| Eissport Arena war vom 19. November 2008 bis 10. November 2012 geschlossen                   | Lauterbach                  | Hessen                 | EC Lauterbach                                                                                           | ?                               |
| Eisbahn im Freizeitzentrum                                                                   | Roßdorf                     | Hessen                 | Rossdorfer Eisbären                                                                                     | ?                               |
| Eissporthalle geschlossen Abriss 2017 vorgesehen                                             | Viernheim                   | Hessen                 | | ?                               |
| Eissporthalle Willingen                                                                      | Willingen                   | Hessen                 | ERC Edersee                                                                                             | 00.500                          |
| Eishalle Rostock                                                                             | Rostock                     | Mecklenburg-Vorpommern | Rostocker EC                                                                                            | 02.000                          |
| Eisstadion                                                                                   | Malchow                     | Mecklenburg-Vorpommern | Malchower SV MSV Beinhardt                                                                              | 00.600                          |
| Eisstadion Güstrow seit 2005/06 geschlossen                                                  | Güstrow                     | Mecklenburg-Vorpommern | Güstrower Toros                                                                                         | 00.350                          |
| Eisstadion                                                                                   | Heringsdorf                 | Mecklenburg-Vorpommern | REV Insel Usedom                                                                                        | ?                               |
| TUI Arena                                                                                    | Hannover                    | Niedersachsen          | | 10.767                          |
| Eisstadion am Pferdeturm                                                                     | Hannover                    | Niedersachsen          | Hannover Indians                                                                                        | 04.608                          |
| EisArena Wolfsburg                                                                           | Wolfsburg                   | Niedersachsen          | Grizzly Adams Wolfsburg EHC Wolfsburg                                                                   | 04.500                          |
| Ars Arena                                                                                    | Wedemark                    | Niedersachsen          | Hannover Scorpions (2013)                                                                               | 03.800                          |
| Eissporthalle Grafschaft Bentheim                                                            | Nordhorn                    | Niedersachsen          | EC Nordhorn                                                                                             | 03.500                          |
| Eisstadion Braunlage                                                                         | Braunlage                   | Niedersachsen          | EC Harzer Falken WSV Braunlage EHC Osterode Power-Bully’s                                               | 02.950                          |
| Eissporthalle Salzgitter                                                                     | Salzgitter                  | Niedersachsen          | SV am Salzgittersee                                                                                     | 02.500                          |
| Walter-Maack-Eisstadion                                                                      | Adendorf                    | Niedersachsen          | Adendorfer EC                                                                                           | 02.300                          |
| Eissporthalle Harsefeld                                                                      | Harsefeld                   | Niedersachsen          | TuS Harsefeld Tigers Harsefelder EC                                                                     | 01.500                          |
| Eishalle Langenhagen                                                                         | Langenhagen                 | Niedersachsen          | Hannover Scorpions SG SC Langenhagen/EC Wedemark „United North Stars“ Langenhagen Jets EC Celler Oilers | 01.438                          |
| Eissportcenter Osnabrück                                                                     | Osnabrück                   | Niedersachsen          | EHC Storms                                                                                              | 01.200                          |
| Eislaufhalle Salztal-Paradies                                                                | Bad Sachsa                  | Niedersachsen          | | ?                               |
| Eishalle Sande                                                                               | Sande                       | Niedersachsen          | EC Wilhelmshaven-Friesland                                                                              | 1200                            |
| Eissporthalle Braunschweig Schließung 10. Januar 2008 Sept. 2008 abgerissen                  | Braunschweig                | Niedersachsen          | EC Eislöwen Braunschweig Braunschweiger EV                                                              | 02.500                          |
| Eislaufcenter Wilhelmshaven Abriss 2008                                                      | Wilhelmshaven               | Niedersachsen          | EC Wilhelmshaven-Friesland                                                                              | 01.904                          |
| Aqua Polaris Schließung 31. März 2007, danach Abriss                                         | Altenau                     | Niedersachsen          | EHC Osterode                                                                                            | 01.200                          |
| Lanxess Arena                                                                                | Köln                        | Nordrhein-Westfalen    | Kölner Haie                                                                                             | 18.600                          |
| ISS-Dome                                                                                     | Düsseldorf                  | Nordrhein-Westfalen    | Düsseldorfer EG                                                                                         | 13.400                          |
| Eisstadion an der Brehmstraße                                                                | Düsseldorf                  | Nordrhein-Westfalen    | Düsseldorfer EG                                                                                         | 10.280                          |
| Yayla-Arena                                                                                  | Krefeld                     | Nordrhein-Westfalen    | Krefeld Pinguine                                                                                        | 08.029                          |
| Rheinlandhalle                                                                               | Krefeld                     | Nordrhein-Westfalen    | SC Krefeld DEC Krefeld                                                                                  | 06.714                          |
| Eissportzentrum Westfalenhallen                                                              | Dortmund                    | Nordrhein-Westfalen    | EHC Dortmund                                                                                            | 05.000                          |
| Eissporthalle Iserlohn                                                                       | Iserlohn                    | Nordrhein-Westfalen    | Iserlohn Roosters                                                                                       | 04.998                          |
| PreZero Rheinlandhalle                                                                       | Duisburg                    | Nordrhein-Westfalen    | Füchse Duisburg                                                                                         | 04.800                          |
| Gysenberghalle Herne                                                                         | Herne                       | Nordrhein-Westfalen    | Herner EV 2007                                                                                          | 04.587                          |
| Grefrather EisSport & EventPark                                                              | Grefrath                    | Nordrhein-Westfalen    | Grefrather EC, Grefrather EG, Grefrather SK, EC Grefrath                                                | 06.300 (Veranstaltungen)        |
| Eissporthalle Unna (2023 abgerissen)                                                         | Unna                        | Nordrhein-Westfalen    | Königsborner JEC                                                                                        | 04.200                          |
| Eissporthalle Südpark                                                                        | Neuss                       | Nordrhein-Westfalen    | Neusser EV Neusser SK                                                                                   | 04.000                          |
| Eissporthalle am Westbahnhof                                                                 | Essen                       | Nordrhein-Westfalen    | ESC Moskitos Essen                                                                                      | 03.850                          |
| Eissporthalle am Sandbach                                                                    | Ratingen                    | Nordrhein-Westfalen    | Ratinger Ice Aliens                                                                                     | 03.500                          |
| Eisstadion Gelsenkirchen Emscher-Lippe-Halle                                                 | Gelsenkirchen               | Nordrhein-Westfalen    | EHC Gelsenkirchen                                                                                       | 02.600                          |
| Eissporthalle an der Saaler Mühle                                                            | Bergisch Gladbach           | Nordrhein-Westfalen    | ESV Bergisch Gladbach                                                                                   | 02.500                          |
| Eissporthalle Dinslaken                                                                      | Dinslaken                   | Nordrhein-Westfalen    | Dinslaken Kobras                                                                                        | 02.500                          |
| Eisstadion „Im Kleinen Felde“                                                                | Herford                     | Nordrhein-Westfalen    | Herforder EV                                                                                            | 02.000                          |
| Eissporthalle Moers                                                                          | Moers                       | Nordrhein-Westfalen    | GSC Moers                                                                                               | 02.000                          |
| Kölnarena 2                                                                                  | Köln                        | Nordrhein-Westfalen    | Kölner EC                                                                                               | 01.800                          |
| Tivoli Eissporthalle                                                                         | Aachen                      | Nordrhein-Westfalen    | Eiskunstlauf Verein Aachen e. V. Aachener EC 2013                                                       | 01.560                          |
| Maximilian Eissporthalle                                                                     | Hamm                        | Nordrhein-Westfalen    | Lippe-Hockey-Hamm                                                                                       | 01.500                          |
| Eissporthalle Troisdorf Icedom                                                               | Troisdorf                   | Nordrhein-Westfalen    | EHC Troisdorf                                                                                           | 01.500                          |
| Eissporthalle Wiehl                                                                          | Wiehl                       | Nordrhein-Westfalen    | TuS Wiehl                                                                                               | 01.500                          |
| Eisstadion im Sportpark Siegerland geschlossen ab Herbst 2017                                | Netphen                     | Nordrhein-Westfalen    | EC Siegerland EF Netphen EHC Netphen 08                                                                 | 01.500                          |
| Eissporthalle Solingen                                                                       | Solingen                    | Nordrhein-Westfalen    | EC Bergisch-Land                                                                                        | 01.200                          |
| Eisschuppen Lippstadt                                                                        | Lippstadt                   | Nordrhein-Westfalen    | ESC Kristall Lippstadt                                                                                  | ?                               |
| Eissportzentrum Möhnesee                                                                     | Möhnesee                    | Nordrhein-Westfalen    | Soester EG „Die Bördeindianer“ ESV Möhnesee-Soest                                                       | 00.800                          |
| Eis- und Rollsporthalle                                                                      | Bergkamen                   | Nordrhein-Westfalen    | EC Bergkamen ESV Bergkamen                                                                              | 00.500                          |
| Lentpark                                                                                     | Köln                        | Nordrhein-Westfalen    | Kölner EK, regionale Vereine                                                                            | 00.500                          |
| Paderborner Eisbahn                                                                          | Paderborn                   | Nordrhein-Westfalen    | ESC Paderborn                                                                                           | 00.300                          |
| Werner-Rittberger-Halle                                                                      | Krefeld                     | Nordrhein-Westfalen    | | 00.250                          |
| Oetker-Eisbahn                                                                               | Bielefeld                   | Nordrhein-Westfalen    | TSVE Bielefeld SV Brackwede Eissport Freunde Brackwede                                                  | 00.100                          |
| Beverunger Eisbahn                                                                           | Beverungen                  | Nordrhein-Westfalen    | ERC Weserbergland                                                                                       | ?                               |
| Eis- und Rollsportcenter                                                                     | Dorsten                     | Nordrhein-Westfalen    | Dorstener EJ                                                                                            | ?                               |
| Sparkassen-Eissporthalle                                                                     | Düsseldorf-Benrath          | Nordrhein-Westfalen    | DEC Düsseldorf Devils                                                                                   | ?                               |
| Eislaufhalle Revierpark Wischlingen                                                          | Dortmund                    | Nordrhein-Westfalen    | | ?                               |
| Eislaufhalle Vonderort 2009 geschlossen, seit 2014 Inline-Skaterhockey-Halle                 | Oberhausen                  | Nordrhein-Westfalen    | | ?                               |
| Eissporthalle                                                                                | Rheine                      | Nordrhein-Westfalen    | ESC Eis Cats Rheine                                                                                     | 650                             |
| Eislaufbahn Ittertal                                                                         | Solingen                    | Nordrhein-Westfalen    | | ?                               |
| Eislaufcenter-Wesel                                                                          | Wesel                       | Nordrhein-Westfalen    | | 01.500                          |
| Alter Eistreff ca. 2003 geschlossen danach abgerissen                                        | Bochum                      | Nordrhein-Westfalen    | | ?                               |
| Eissporthalle seit 2009/10 geschlossen                                                       | Eschweiler                  | Nordrhein-Westfalen    | Eschweiler Grizzlies                                                                                    | ?                               |
| Eis- und Schwimmstadion Köln seit 2007 geschlossen, 2008 abgerissen                          | Köln                        | Nordrhein-Westfalen    | Kölner EK, Kölner Haie                                                                                  | 07.200                          |
| IceHouse                                                                                     | Neuwied                     | Rheinland-Pfalz        | EHC Neuwied Neuwieder Eissport-Club                                                                     | 02.300                          |
| Eissporthalle Trier kein Eisbetrieb 2010/11                                                  | Trier                       | Rheinland-Pfalz        | ESC Trier                                                                                               | 02.000                          |
| Ice-Arena Zweibrücken                                                                        | Zweibrücken                 | Rheinland-Pfalz        | EHC Zweibrücken                                                                                         | 01.400                          |
| Eisstadion Bitburg                                                                           | Bitburg                     | Rheinland-Pfalz        | Bitburger ESV                                                                                           | 01.000                          |
| Eisstadion Mainz                                                                             | Mainz                       | Rheinland-Pfalz        | TSV Schott Mainz Mainzer Eissport-Club                                                                  | 00.800                          |
| Eisstadion Ludwigshafen                                                                      | Ludwigshafen am Rhein       | Rheinland-Pfalz        | ERC Ludwigshafen                                                                                        | 00.500                          |
| Ice-Center in der Westerwald Arena                                                           | Asbach                      | Rheinland-Pfalz        | | ?                               |
| Eissporthalle Dillingen (seit Jan 2017 geschlossen; Zukunft noch unklar (Jan 2017))          | Dillingen/Saar              | Saarland               | 1. EC Dillingen                                                                                         | ?                               |
| Eishaus an der Saarlandhalle (seit Anfang 2005 geschlossen)                                  | Saarbrücken                 | Saarland               | | ?                               |
| Elchbahn Schön                                                                               | Bautzen                     | Sachsen                | |                                 |
| Kunsteisstadion im Sahnpark                                                                  | Crimmitschau                | Sachsen                | Eispiraten Crimmitschau ETC Crimmitschau                                                                | 05.222                          |
| Joynext Arena                                                                                | Dresden                     | Sachsen                | Dresdner Eislöwen ESC Dresden EHV Dresden                                                               | 04.141                          |
| Eishalle Chemnitz                                                                            | Chemnitz                    | Sachsen                | ESV 03 Chemnitz ERC Chemnitz Chemnitzer Eislauf-Club                                                    | 04.000                          |
| Eisarena Weißwasser                                                                          | Weißwasser                  | Sachsen                | Lausitzer Füchse ES Weißwasser SV Bad Muskau                                                            | 02.950                          |
| Eisarena in der Alten Messehalle 6 Nutzung bis 2012                                          | Leipzig                     | Sachsen                | Blue Lions Leipzig                                                                                      | 02.500                          |
| kW-RENT-EisArena Zeltkonstruktion, seit 2012                                                 | Taucha bei Leipzig          | Sachsen                | Icefighters Leipzig                                                                                     | 02.500                          |
| Kohlrabizirkus Umbau in Eissporthalle 2018                                                   | Leipzig                     | Sachsen                | Icefighters Leipzig                                                                                     | 2.500                           |
| Sparkassenarena Jonsdorf                                                                     | Jonsdorf                    | Sachsen                | EHC Jonsdorfer Falken                                                                                   | 01.800                          |
| Eisstadion                                                                                   | Niesky                      | Sachsen                | ELV Niesky                                                                                              | 01.800 derzeit Neubau           |
| Kunsteisstadion Schönheide                                                                   | Schönheide                  | Sachsen                | Schönheider Wölfe                                                                                       | 01.500                          |
| Eisstadion                                                                                   | Klingenthal                 | Sachsen                | EHV Klingenthal                                                                                         | 01.000                          |
| GGI Eissporthalle Grimma                                                                     | Grimma                      | Sachsen                | Eissportverein Grimma                                                                                   | ?                               |
| Freizeitzentrum Freital                                                                      | Freital                     | Sachsen                | Freitaler Eishockey Club „Die Pinguine“                                                                 | ?                               |
| Gründelstadion                                                                               | Geising                     | Sachsen                | Borna-Gersdorfer Büffel Rosenthaler Füchse                                                              | ?                               |
| Eisstadion                                                                                   | Lohsa                       | Sachsen                | ESV Silberwölfe Lohsa                                                                                   |                                 |
| Eisbahn am Hang Oberwiesenthal                                                               | Oberwiesenthal              | Sachsen                | |                                 |
| Sparkassen-Eisdom                                                                            | Halle                       | Sachsen-Anhalt         | MEC Halle 04                                                                                            | 02.200                          |
| Eishalle Messegelände                                                                        | Magdeburg                   | Sachsen-Anhalt         | USC Magdeburg                                                                                           | ?                               |
| Schierker Feuerstein Arena                                                                   | Schierke                    | Sachsen-Anhalt         | ESV Schierke                                                                                            | ?                               |
| Eissport- und Tenniscentrum (ETC)                                                            | Timmendorfer Strand         | Schleswig-Holstein     | EHC Timmendorfer Strand 06                                                                              | 0999                            |
| Eissporthalle Gletscher                                                                      | Harrislee-Kupfermühle       | Schleswig-Holstein     | Flensburger EC (Eishockey) und SV Adelby (Eisstockschießen)                                             | 00.300                          |
| Elbe-Ice-Stadion Brokdorf (EIS)                                                              | Brokdorf                    | Schleswig-Holstein     | SV Brokdorf Barracudas                                                                                  | 01.995                          |
| Gunda-Niemann-Stirnemann-Halle                                                               | Erfurt                      | Thüringen              | ESC Erfurt                                                                                              | 04.000                          |
| Eishalle Ilmenau                                                                             | Ilmenau                     | Thüringen              | EC Ilmenau „Kickelhahn Rangers“                                                                         | 01.500                          |
| Eissportzentrum Erfurt (Kartoffelhalle)                                                      | Erfurt                      | Thüringen              | EHC Erfurt                                                                                              | 01.500                          |
| Natureisbahn                                                                                 | Brotterode                  | Thüringen              | WSV Brotterode                                                                                          | ?                               |
| Eissportfläche                                                                               | Greiz                       | Thüringen              | Hainburger Füchse                                                                                       | ?                               |
| Eiswelt Sonneberg                                                                            | Sonneberg                   | Thüringen              | ESV Coburg SG 1951 Sonneberg                                                                            | ?                               |
| Eisbahn Waltershausen                                                                        | Waltershausen               | Thüringen              | EV „Ice Rebells“                                                                                        | ?                               |